# Episodi de I misteri di Murdoch (undicesima stagione)
L'undicesima stagione della serie televisiva I misteri di Murdoch è stata trasmessa in anteprima in Canada dalla CBC tra il 25 settembre 2017 e il 19 marzo 2018.
Il 18 dicembre 2017 è andato in onda un episodio speciale dal titolo Home for the Holidays.
Nell'undicesima stagione, dopo le apparizioni fatte nel corso della stagione precedente, rimane a far parte del cast Daniel Maslany nel ruolo del detective Llewellyn Watts.
Dopo il secondo episodio esce dal cast principale Mouna Traoré (Rebecca James); con il quarto episodio vi entra invece Shanice Banton nel ruolo di Violet Hart.
Con il diciottesimo ed ultimo episodio esce dal cast anche Erin Agostino, che dalla nona stagione ha interpretato il personaggio ricorrente di Nina Bloom.
In Italia la stagione viene trasmessa dalla rete televisiva Giallo: lo Special A casa per le feste è andato in onda il 22 dicembre 2022; gli episodi sono stati trasmessi dal 15 febbraio al 12 aprile 2023.
| nº      | Titolo originale      | Titolo italiano               | Prima TV USA      | Prima TV Italia  |
| ------- | --------------------- | ----------------------------- | ----------------- | ---------------- |
| 1       | Up from Ashes         | Risorto dalle ceneri          | 25 settembre 2017 | 15 febbraio 2023 |
| 2       | Merlot Mysteries      | I misteri del Merlot          | 2 ottobre 2017    | 15 febbraio 2023 |
| 3       | 8 Footsteps           | Otto passi                    | 9 ottobre 2017    | 22 febbraio 2023 |
| 4       | The Canadian Patient  | La paziente canadese          | 16 ottobre 2017   | 22 febbraio 2023 |
| 5       | Dr. Osler Regrets     | I rimorsi del dottor Osler    | 23 ottobre 2017   | 1º marzo 2023    |
| 6       | 21 Murdoch Street     | 21 Murdoch Street             | 6 novembre 2017   | 1º marzo 2023    |
| 7       | The Accident          | L'incidente                   | 17 novembre 2017  | 8 marzo 2023     |
| 8       | Brackenreid Boudoir   | Brackenreid e il boudoir      | 4 dicembre 2017   | 8 marzo 2023     |
| 9       | The Talking Dead      | Il morto che parla            | 11 dicembre 2017  | 15 marzo 2023    |
| Special | Home for the Holidays | A casa per le feste           | 18 dicembre 2017  | 22 dicembre 2022 |
| 10      | F.L.A.S.H.!           | F.L.A.S.H.!                   | 8 gennaio 2018    | 15 marzo 2023    |
| 11      | Biffers and Blockers  | Attaccanti e difensori        | 15 gennaio 2018   | 22 marzo 2023    |
| 12      | Mary Wept             | Le lacrime di Maria           | 22 gennaio 2018   | 22 marzo 2023    |
| 13      | Crabtree à la Carte   | Crabtree à la carte           | 29 gennaio 2018   | 29 marzo 2023    |
| 14      | The Great White Moose | Il grande alce bianco         | 5 febbraio 2018   | 29 marzo 2023    |
| 15      | Murdoch Schmurdoch    | Murdoch: il delitto in teatro | 26 febbraio 2018  | 5 aprile 2023    |
| 16      | Game of Kings         | Il gioco dei re               | 5 marzo 2018      | 5 aprile 2023    |
| 17      | Shadows are Falling   | Ombre all'orizzonte           | 12 marzo 2018     | 12 aprile 2023   |
| 18      | Free Falling          | In caduta libera              | 19 marzo 2018     | 12 aprile 2023   |

## Risorto dalle ceneri
- Titolo originale: Up from Ashes
- Diretto da: Dan McCutcheon
- Scritto da: Peter Mitchell

### Trama
Il conflitto a fuoco tra gli agenti della Stazione n°.4 e gli scagnozzi di Davis ha avuto gravi conseguenze. L'agente Jackson è morto: a Murdoch, ancora sotto arresto, viene permesso di partecipare al suo funerale. Il corpo di George Crabtree risulta custodito all'obitorio, Higgins è ferito e la Stazione n°.4 viene dichiarata "inattiva" dall'assessore Williams: per l'immediato futuro sarà diretta dalla signora Penelope Marsh ed ogni intervento attivo verrà dirottato alla Stazione n°.5. Williams e Graham continuano a fare pressione su Murdoch per estorcergli una confessione.
  Consapevole del fatto che eventuali documenti compromettenti saranno già stati eliminati, il detective Watts fa di tutto per ingraziarsi la signora Marsh, stabilendo con lei un rapporto apparentemente collaborativo e non conflittuale. Per parte sua allo Star Room Theatre Nina Bloom, memore delle responsabilità dell'uomo nella morte dell'amica Lydia Hall, riesce ad agganciare Graham. Malgrado l'impegno di Watts, che come ha promesso a Murdoch la sta attivamente cercando, Julia risulta ancora dispersa. Fortunatamente però, con un inganno ai danni del suo carceriere Graves, Julia riesce a liberarsi e a fuggire. Travestita da avvocato, con la complicità dell'impareggiabile Watts, riesce poi ad introdursi nella Stazione n°.4 e a raggiungere la cella di Murdoch. Tranquillizzato sulla sorte della moglie, il detective decide allora di prendere tempo: promette a Graham che confesserà l'omicidio di Lydia quando gli sarà consentito di vedere Julia. Ben poco soddisfatto per la fuga del prezioso ostaggio Graham minaccia Williams, ritenendolo responsabile e ricordandogli che sulla garrota che ha ucciso Edward Dobbs ci sono solo le sue impronte.
 Graham raggiunge un accordo con Murdoch e lo rilascia temporaneamente, affidandolo alla custodia alternata di un agente della Stazione n°.5, McWorthy, e del detective Watts. Nel frattempo lo stesso Watts continua la sua opera di avvicinamento alla signora Marsh. Inizialmente convinta dell'onestà di Graham e dell'assessore Williams dal quale dipende, la donna finisce gradualmente per sentirsi molto meno sicura. Decide così di andare a parlare con Murdoch, confinato nel proprio appartamento; il colloquio la rafforza nella convinzione che Murdoch sia davvero innocente, pertanto gli offre il proprio appoggio. In cambio Murdoch promette che non tenterà di fuggire, ma minaccia anche dure ritorsioni in caso di tradimento.
 Mentre Murdoch è momentaneamente costretto all'inattività, tutti i suoi amici non stanno con le mani in mano e ad un certo punto riescono felicemente a trovarsi riuniti attorno al tavolo di un bar per fare il punto della situazione. C'è l'ex ispettore Brackenreid: Davis ha avuto l'incarico di ucciderlo e di far sparire il corpo, ma lui ha avuto la meglio. C'è Julia, per sicurezza ancora sotto mentite spoglie maschili. C'è Watts, la cui opera appare poco clamorosa ma instancabile. E c'è anche George Crabtree, da tutti creduto morto: in realtà, gravemente ferito nella sparatoria, è stato prima protetto da Watts e poi curato e salvato da Rebecca. Perquisendo l'ufficio di Graham, l'agente è riuscito ad impossessarsi dell'arma che ha ucciso Dobbs: non resta dunque che procurarsi le impronte di Graham e di Williams per procedere ad un confronto. Faticosamente si riesce a stabilire che le impronte appartengono a Williams. Messo alle strette, l'assessore confessa, ma la sua testimonianza non basterà ad incastrare Graham. Anche la registrazione di un colloquio tra Graham e Williams, ottenuta grazie ad uno degli apparecchi creati in passato da Murdoch, porta solo prove troppo vaghe. Ma alla fine è lo stesso Graham che commette un errore fatale: dopo aver sorpreso Penelope in cerca di documenti compromettenti, la imprigiona, in attesa di poterla eliminare. Nina, che si trovava con lui, finge di assecondarlo ma poi tenta di ucciderlo per vendicare la morte di Lydia. L'arrivo di George evita il peggio ma Graham, colto in circostanze incriminanti, viene finalmente arrestato. Con arroganza, confidando nell'appoggio di quanti lo avevano sempre protetto, rifiuta di confessare: Murdoch tuttavia gli fa seccamente capire che il cumulo di prove contro di lui, unito alle testimonianze di Williams e di Davis, sarà sufficiente a seppellire le sue speranze di cavarsela.
 Al termine della vicenda vengono indette le elezioni per il rinnovo del Consiglio municipale e la Stazione n°.4, malgrado il dolore per le perdite subite, inizia a tornare alla normalità. Il detective Watts decide di rimanere. Grato per l'aiuto, Murdoch si congeda dalla signora Marsh.
- Altri interpreti: Tamzin Outhwaite (Penelope Marsh), Robin Dunne (Frank Williams), John Wildman (Robert Graham), Erin Agostino (Nina Bloom), Richard Clarkin (capo ispettore Davis), Sean Bell (agente Horace McWorthy), Jeff Sinasac (Graves), Brian Kaulback (agente Hodge), Nathan Hopper (agente McNabb), Chris White (agente), Calvin Desautels (Edward Dobbs), Robert Skanes (ministro del culto)

- In foto, e non accreditato nei titoli, compare anche Kristian Brunn (agente Jackson) il cui personaggio ricorrente esce qui dalla serie.

## I misteri del Merlot
- Titolo originale: Merlot Mysteries
- Diretto da: Dan McCutcheon
- Scritto da: Simon McNabb e Peter Mitchell

### Trama
Durante il banchetto per le nozze del figlio Riccardo con la bella Karina, il signor Enrico Firenzo apre una bottiglia di vino Angolino per il brindisi. Prima di versarlo ai commensali ne fa un assaggio e quasi immediatamente ha un malore e muore. Le successive analisi dimostrano che il vino è stato avvelenato con arsenico, ma è difficile stabilire quando ciò sia avvenuto; inoltre, poiché il vino era destinato al tavolo d'onore, c'è la possibilità che le vittime designate fossero altre: lo stesso Riccardo, sua moglie, suo zio Paolo, oppure la signora Fabiana Firenzo, ora vedova di Enrico.
 La bottiglia fatale, assieme a molte altre, era custodita in cantina, un locale di cui solo Firenzo e il suo maggiordomo Hatch possedevano le chiavi. Occasionalmente, ma sotto stretto controllo, in cantina era ammesso anche il signor James Merchant, fornitore di vini per Firenzo da oltre quarant'anni. Merchant non riconosce il vino avvelenato come uno di quelli da lui venduti; in base all'etichetta si limita a dire che si tratta di un vino italiano, la cui provenienza è più difficile da tracciare rispetto a quella dei vini francesi.
 Un possibile movente per il delitto emerge quando si scopre che con lo pseudonimo di Buon Gentiluomo Firenzo recensiva vini per una rinomata rivista di settore. Non aveva mai menzionato il vino Angolino ma sembra si preparasse a smascherare un produttore di vino adulterato, il sedicente "barone" Trotter. Il giorno delle nozze Trotter aveva cercato di parlare con Firenzo per dissuaderlo dal pubblicare l'articolo ed era stato allontanato dalla casa, ma nega di aver provocato la morte di Enrico. Nega anche di essere un ciarlatano: ha ottenuto un buon vino e per ragioni di mercato si è limitato a nascondere il fatto che la produzione sia avvenuta in Ontario; tuttavia le accuse di Firenzo, benché false, lo avrebbero fortemente danneggiato.
 Continuando le analisi Murdoch scopre che il vino è stato avvelenato prima dell'imbottigliamento perché il tappo non risulta forato o manomesso: ciò implica una vittima casuale, a meno che l'assassino non abbia trovato il modo di rimuovere e poi rimettere il tappo alla bottiglia senza danneggiarlo. Il maggiordomo Hatch è in possesso di uno strumento adatto allo scopo, ma nega di averlo fatto. Sorpreso in cantina a bere il vino del padrone, ammette solo di aver occasionalmente rubato per rifarsi del basso salario; conferma che la bottiglia incriminata è stata in cantina per molti anni, ma non ne conosce la provenienza. Le ricerche di Crabtree rivelano però che un vino Angolino sembra non esser mai esistito.
 L'indagine enologica entusiasma il detective Watts, profondo conoscitore dell'argomento; Murdoch invece è meno coinvolto e per lui una serie di assaggi "sperimentali" si risolve in una sbronza poi energicamente curata da un intruglio preparatogli da Brackenreid.
 L'etichetta sulla bottiglia potrebbe essere falsa ed invecchiata ad arte, quindi per scoprire quanto sia effettivamente vecchio il vino avvelenato Murdoch decide di fare un'analisi spettroscopica i cui risultati non sono però conclusivi. Più utile finisce per essere la consulenza di Jean-Michel Larouche Coutre III, il sommelier di Watts: pur non potendolo assaggiare, in base al colore e all'aroma, l'esperto stabilisce che il vino ha non meno di quarantacinque anni e non è italiano, bensì prodotto in Ontario. Ne consegue che già intorno al 1860 qualcuno aveva avuto l'intenzione di uccidere Enrico Firenzo. Viene rintracciata un'azienda che potrebbe aver prodotto quel vino: compresa nelle mappe, risulta però inesistente nella realtà finché la signora Firenzo non rivela variazioni catastali che collocano l'azienda nella tenuta degli stessi Firenzo. Il vino dunque era stato prodotto proprio da Enrico, che per questo motivo lo aveva ritenuto pregiato e degno di un brindisi importante. L'omicida deve dunque essere qualcuno già conosciuto da Enrico nel 1860: non la moglie, da lui sposata qualche anno più tardi, né il maggiordomo Hatch, già escluso dalla lista dei sospettati. Si tratta di Paolo Firenzo che interrogato ammette tutto. In passato i due fratelli erano stati soci ma Enrico non aveva mai creduto in quel vino creato da Paolo: dopo averlo assaggiato lo aveva addirittura sputato e aveva tagliato a Paolo ogni finanziamento. Del vino erano rimaste solo due bottiglie una delle quali, camuffata, è servita per la sua vendetta. Gli investigatori arrestano Paolo mentre sta degustando la seconda.
 Nel frattempo Rebecca, dopo aver terminato la propria formazione, ha cercato un posto come dottoressa negli ospedali locali, ma ha dovuto scontrarsi con i pregiudizi nei suoi confronti. Decide così di partire con il fidanzato Nate alla volta di Chatham, ove la penuria di medici renderà più gradita la sua professionalità. 
- Altri interpreti: Dom Fiore (Enrico Firenzo), Toni Ellwond (Fabiana Firenzo), Matthew Gouveia (Riccardo Firenzo), Gabriella De la Torre (Karina Firenzo), Tony Desantis (Paolo Firenzo), Maurice Dean Wint (Raymond Hatch), Christopher Stanton (barone Trotter), Andrew Gillies (James Merchant), Jean-Michel LeGal (Jean-Michel Larouche Coutre III), Jordan Johnson-Hinds (Nate Desmond), Gary Bigger (amministratore dell'ospedale), Alia DeSantis (prima dottoressa candidata), Genna Giampaolo (seconda candidata)

## Otto passi
- Titolo originale: 8 Footsteps
- Diretto da: Laurie Lynd
- Scritto da: Paul Aitken

### Trama
Al Windsor House Hotel è stata organizzata una cena di beneficenza in onore di Helen Keller, la giovane donna divenuta famosa per aver vittoriosamente combattuto contro la sordità e la cecità che l'hanno afflitta sin dalla prima infanzia. Murdoch e la dottoressa Ogden, ancora residenti in albergo, sono tra gli invitati e vengono presentati a Helen e alla sua accompagnatrice, la signorina Anne Sullivan, l'istitutrice che l'ha educata e l'ha di nuovo messa in contatto con il mondo. Alla cena partecipa anche Alexander Graham Bell con la moglie Mabel, a sua volta afflitta da sordità. Tra gli altri invitati l'agente Higgins, con una certa emozione, riconosce Ruth Newsome, purtroppo accompagnata dal nuovo fidanzato, lo spocchioso Herbert Wilson che è uno degli organizzatori del banchetto. Quando gli ospiti hanno preso posto attorno alla tavola, le luci vengono spente: lo scopo della serata è infatti quello di far vivere a tutti l'esperienza dei non vedenti. Dopo pochi minuti il pasto e le conversazioni vengono bruscamente interrotti dal grido spaventato di qualcuno che si è accorto che qualcosa non va: e quando la luce viene riaccesa, il signor David Thornton è accasciato in avanti, con un coltello piantato alla base del cranio.
 Scavalcando il detective dell'Hotel, il signor Fellows che già si era dimostrato poco entusiasta dell'evento mondano, Murdoch prende le redini dell' indagine. L'assassino ha colpito con perizia tra la spina dorsale e il cranio, ma resta da determinare il suo movente e soprattutto come abbia potuto agire al buio. Per Fellows la risposta è semplice: il colpevole è uno degli ospiti ciechi; Murdoch però preferisce approfondire l'analisi dei fatti. All'inizio della cena Wilson aveva lamentato la mancanza di un coltello e di un paio di tovaglioli, inoltre due ospiti affermano di esser stati toccati sulla spalla da qualcuno che si muoveva nel buio: si tratta però di indizi molto vaghi. Per fortuna Bell ha fatto una registrazione della serata: voleva infatti determinare se il buio avesse qualche influenza sul modo di parlare delle persone. Analizzando la registrazione Murdoch e Bell, accanto alle conversazioni, riescono ad udire i passi dell'assassino in avvicinamento alla sua vittima: quattro passi all'andata, una pausa, altri quattro passi al ritorno. L'assassino si è mosso da destra, ma poiché la lunghezza di un passo è variabile, non è possibile stabilire con certezza da dove sia partito.
Per ciò che riguarda il movente, prima di cena il signor Dawes ha avuto un alterco con la vittima che a suo dire avrebbe offeso la signorina Keller. Thornton infatti teneva una rubrica giornalistica, Lo Scettico Furioso, in cui smascherava truffatori di vario tipo ed aveva accusato anche Helen: la motivazione però appare un po' debole.
 Grazie alla signora Bell, che sostiene di aver avvertito poco prima dell'omicidio vibrazioni del tavolo corrispondenti ad un segnale Morse e con l'aiuto del "grafigrafo" di Bell, che trascrive le registrazioni audio, Murdoch scopre un codice cifrato (1015715) che corrisponde ad un appuntamento: le 22 e 15 nella stanza numero 715, quella di Helen. Raggiunta dagli investigatori la ragazza, ancora ignara dell'omicidio, ammette di aver conosciuto David Thornton. Il giornalista l'aveva accusata, è vero, ma lei aveva insistito per incontrarlo di persona e mostrargli la veridicità del suo stato. Dopo essersi frequentati a New Orleans i due si erano gradualmente innamorati e segretamente avevano deciso di sposarsi al successivo incontro: Thornton aveva partecipato al banchetto per adempiere alla promessa. Grande è il dolore di Helen quando viene finalmente informata della morte di David, ma grande anche il suo risentimento nei confronti di Anne Sullivan che l'ha allontanata dalla sala e l'ha volutamente tenuta all'oscuro. In realtà la Sullivan potrebbe aver avuto un movente per l'omicidio perché pensava che Thornton avrebbe sfruttato e poi lasciato Helen; la donna tuttavia ha un alibi dal momento che la stessa Helen può testimoniare che l'amica non ha mai lasciato il proprio posto.
 Un movente più solido viene individuato per un altro degli ospiti, il professor Horace Carmondy. Qualche tempo prima la reputazione dell'uomo aveva subito un grave danno quando Thornton aveva smascherato un ciarlatano che promuoveva un apparecchio a suo dire in grado di parlare con i morti, una truffa a cui il professore aveva dato sin troppo credito. Carmondy però nega di aver provato astio per la vittima; è possibile che qualcuno abbia visto in lui un capro espiatorio. Analizzando in stereofonia le registrazioni fatte da Bell ai due capi del tavolo e ricostruendo il crimine, Murdoch approda infatti ad una diversa soluzione. I passi dell'assassino, che Helen ha avvertito passarle dietro, vengono da più lontano: con un piede sul pavimento ed uno sul tappeto che si stende sotto il tavolo sin poco oltre le sedie, i passi risultano in effetti il doppio di quelli calcolati inizialmente e portano non a Carmondy come si era ipotizzato, bensì a Herbert Wilson. Apparentemente facoltoso, l'uomo ha in realtà perduto l'intero patrimonio investendolo nell'apparecchio per parlare con i morti: pieno di risentimento, ha ucciso Thornton e ha cercato di incastrare Carmondy, ritenendoli responsabili della sua disgrazia. Ruth aveva creduto di parlare con lui, ma Herbert si era allontanato al buio per commettere l'omicidio, sfruttando la sua conoscenza della sala.

Wilson tenta la fuga, ma viene fermato da Helen; schiumante di rabbia si spinge poi ad offendere Ruth, che lui avrebbe sposato soltanto per i suoi soldi. Higgins, per difendere l'onore della donna amata, può finalmente sfogarsi atterrandolo con un pugno.
 Al termine dell'indagine i Bell si congedano, Anne Sullivan spera di ricucire il rapporto con Helen, e i coniugi Murdoch si propongono di esplorare più a fondo quanto la momentanea privazione della vista possa contribuire ad intensificare gli altri sensi. 
- Altri interpreti: John Tench (Alexander Graham Bell), Catherine J.McKinnon (Mabel Bell), Colin Mochrie (Ralph Fellows), Amanda Richer (Helen Keller), Severn Thompson (Anne Sullivan Macy), Siobhan Murphy (Ruth Newsome), Giampaolo Venuta (Herbert Wilson), Kyle Buchanan (Horace Carmondy), Michael Dyson (William Dawes), Mathieu Bourassa (David Thornton), Marie Dame (Ernestine Wallace)

## La paziente canadese
- Titolo originale: The Canadian Patient
- Diretto da: Laurie Lynd (con Alison Reid, non accreditata)
- Scritto da: Simon McNabb

### Trama
Alla Fiera della Medicina di Toronto, dove anche la dottoressa Ogden ha uno stand, vengono presentate le più recenti novità in campo sanitario. Si vendono preparati medicinali e si fa divulgazione, ma la vera attrazione è il primo trapianto di organi umani a cui si accinge il dottor Bertram Lennox. Il chirurgo viene contestato tanto da un uomo che lo apostrofa come "macellaio" quanto dai membri del movimento cristiano scientista di Mary Baker Eddy per i quali ogni violenza sul corpo deve essere evitata, a favore della preghiera. L'operazione tuttavia ha luogo e Lennox tenta di impiantare un nuovo rene alla signora Regina Sheen; purtroppo il tentativo fallisce e la paziente muore dissanguata. Lennox denuncia un sabotaggio: prima dell'operazione qualcuno ha svuotato la bombola di anestetico; c'è stato tempo sufficiente per sostituirla ma il dottore sospetta che contro di lui sia stato fatto anche qualcos'altro. Julia ipotizza invece che la responsabilità sia dello stesso dottore che operando potrebbe aver reciso l'aorta addominale. La successiva autopsia rivela però che l'aorta è intatta; la signora Sheen è morta perché, pur non essendo emofiliaca, il suo sangue presentava un livello di placca inferiore al normale, cosa che provoca grave carenza di coagulazione. Esibendo una fiala di sangue prelevato qualche giorno prima alla paziente, Lennox dimostra che secondo le sue analisi il livello di placca era normale: i parametri errati sono comparsi solo il giorno dell'operazione. Murdoch inizia quindi a domandarsi se la signora Sheen sia morta per danneggiare Lennox oppure perché era lei la vittima designata. I primi sospetti cadono sul signor Sheen, che malgrado la recente vedovanza si appresta ad andare in vacanza con una giovane amante. Dal suo interrogatorio emerge però che l'uomo è forse insensibile, ma non colpevole. Del resto prima dell'operazione la signora Sheen aveva ricevuto un paio di visite che l'avevano turbata: alcuni cristiani scientisti, che però erano riusciti a parlare solo con il marito, e lo stesso uomo che aveva contestato Lennox chiamandolo "macellaio". Dopo qualche tempo costui viene riconosciuto come il dottor Anton Ridgeway.
 Nel frattempo Julia identifica una sostanza che inibisce la coagulazione: l'acido acetilsalicilico, ovvero la comune aspirina. Alla Fiera qualcuno potrebbe averne appreso le proprietà e tracce di un'iniezione praticata sul braccio della signora Sheen circa ventiquattro ore prima dell'operazione dimostrano che la donna è stata uccisa intenzionalmente. Il dottor Ridgeway, che pure si occupa di trapianti, diviene il nuovo sospettato: forse aveva sperato di essere il primo a compiere l'impresa; contro di lui però non ci sono prove certe, anche se in vista di una nuova operazione si spinge ancora ad aggredire Lennox. Un altro sospettato è il signor Gable, uno dei cristiani scientisti che Lennox accusa di tentato furto del rene da impiantare. L'uomo tuttavia nega la responsabilità nell'omicidio e ammette solo lo svuotamento della bombola di anestetico: soffre molto a causa di un'ernia strozzata, ha dovuto rivolgersi ad un medico e presto sarà operato. Sentendo di aver tradito la sua Chiesa ha voluto fare ammenda, ma senza usare la violenza.
 Nel frattempo Lennox si accinge ad iniziare una nuova operazione di trapianto sul signor Robert Heins. Murdoch scopre che sotto un diverso nome il dottore, con la sua chirurgia sperimentale, si è già reso responsabile della morte di altri tre pazienti; non arriva in tempo per fermarlo, ma fortunatamente l'operazione sembra andare per il meglio. Successivamente, parlando tra loro, Murdoch e Julia iniziano a chiedersi se il fatto che il nuovo rene sia stato dato ad Heins dipenda davvero dalla fortuna oppure dalla eliminazione del ricevente precedentemente designato, ovvero Regina Sheen. Recatosi all'ospedale per interrogarlo, Murdoch trova Heins in cattive condizioni perché il rene impiantato non è ancora entrato in funzione. L'uomo ammette di aver caldamente sperato nella morte della signora Sheen, ma è evidente che il suo stato non gli avrebbe consentito di uscire di casa. È stata Jeannette Heins a commettere l'omicidio, nel tentativo di salvare l'amatissimo marito. Di lì a poco Heins muore e la donna ammette tutto, lasciandosi arrestare senza resistenza.
 Alla Fiera Julia ha incontrato la giovane Violet Hart, che per sbarcare il lunario vende pillole ricostituenti. Pur dubitando dell'efficacia delle pillole, la dottoressa è colpita dall'intraprendenza e dall'intelligenza della ragazza e le offre il posto di sua assistente in modo che Violet possa frequentare la Facoltà di Medicina che di recente ha iniziato ad ammettere le donne. Sempre alla Fiera Julia ha rivisto anche Marilyn Clark, ancora dedita agli studi di genetica allo scopo di selezionare gli embrioni e creare un mondo privo di uomini. Desiderosa di risolvere la propria sterilità, Julia si offre come cavia e come finanziatrice per una terapia ormonale sperimentale.
 Nel frattempo John Brackenreid, primogenito dell'ispettore, è diventato una recluta presso la Stazione n.°4, anche se Margaret avrebbe voluto qualcosa di meglio per il proprio figlio. Per assecondare la moglie, l'ispettore cerca di rendere il lavoro del ragazzo quanto più noioso e spiacevole possibile. Presto però inizia a rendersi conto che quello di John non è un capriccio, bensì un interesse serio e profondo.
- Altri interpreti: Arwen Humphreys (Margaret Brackenreid), Charles Vandervaart (John Brackenreid), Jayne Eastwood (Mary Baker Eddy), Jamie Thomas King (dottor Bertram Lennox), Scott Hilton (assistente di Lennox), Stuart Hughes (dottor Anton Ridgeway), Jonathan Wilson (dottor Kemp), Shanice Banton (Violet Hart), Stacy Smith (Jeannette Heins), Tim Funnell (Robert Heins), Sophie Goulet (Marilyn Clark), Brendan Beiser (signor Gable), Robert Nolan (signor Sheen), Thalia Kane (giovane donna), J.Timothy Hunt (testimone in chirurgia)

## I rimorsi del dottor Osler
- Titolo originale: Dr. Osler Regrets
- Diretto da: Alison Reid
- Scritto da: Dan Trotta

### Trama
William e Julia stanno cenando in compagnia del dottor William Osler, vecchio amico della dottoressa e suo mentore ai tempi dell'Università. Osler è molto interessato ai problemi dell'invecchiamento e si trova in Canada per una serie di conferenze sull'argomento; purtroppo, travisando alcune sue affermazioni e isolandole dal contesto in cui erano state pronunciate, diversi giornali hanno pubblicato articoli sensazionalistici insinuando che il dottore sia favorevole alla soppressione degli ultasessantenni, giudicati un peso per la società. Julia è comunque lieta di rivedere Osler dopo dieci anni di lontananza; la piacevole cena viene però bruscamente interrotta quando nella sala irrompe un uomo, Archie Doyle, che aggredisce il dottore e lo accusa di aver ucciso suo padre Norman.
 Recatisi a casa Doyle, Murdoch e Julia trovano effettivamente il cadavere: in apparenza l'uomo si è ucciso con il cloroformio e un giornale ritrovato accanto a lui farebbe pensare ad un collegamento con le affermazioni falsamente attribuite ad Osler. La moglie e il figlio testimoniano che negli ultimi tempi Norman si era molto indebolito nello spirito e aveva il terrore di diventare inutile: il suicidio è dunque credibile. Però il chiavistello della finestra aperto e rotto, in unione con il segno di un colpo ricevuto in testa da Doyle, fanno concludere a Murdoch che si tratti piuttosto di omicidio.
 Archie Doyle ha un temperamento violento e aveva litigato con il padre, restio ad introdurre nuovi metodi di produzione nella loro fabbrica di calzature; il dissidio potrebbe fornire un movente, ma Archie nega con veemenza e fornisce agli investigatori il nome di un altro possibile colpevole: Oliver Linehan, l'ex socio del padre. Linehan ammette che in passato lo scioglimento della società con Doyle, dovuta a differenti vedute sulla gestione, si era realizzato a suo danno. Linehan però ha fondato una nuova azienda e l'ha portata al successo, surclassando le vendite di Doyle: questa e solo questa è stata la sua vendetta.
 Mentre la giornalista Louise Cherry inizia ad interessarsi alla faccenda, scrivendo un articolo che finisce per aggravare le presunte responsabilità del dottor Osler, le cose si complicano con il ritrovamento di una seconda vittima. Miles Borden era un avvocato con l'hobby degli orologi: lividi sul viso e alcune unghie spezzate rivelano che anche lui è stato ucciso. Mancano però collegamenti con la vittima precedente. Il nipote e socio di Borden, Jack, è appena tornato da un viaggio di lavoro e racconta agli investigatori che lo zio era generoso e benvoluto: spesso lavorava pro bono. Tuttavia verso i sessant'anni era cambiato e la sua passione per gli orologi sembrava rispondere all'illusione di poter dominare il tempo. Un possibile indiziato per la morte dell'avvocato è Strother Campbell, giovane associato dello Studio che avrebbe voluto rilevare i clienti di Borden, da lui giudicato troppo antiquato. L'uomo però ha un alibi e punta piuttosto il dito contro il nipote, insofferente alle limitazioni nell'attività dello Studio.
 Di lì a poco spunta un terzo cadavere: Paul Adelaide, trovato morto nella sua casa dalla donna delle pulizie. Questa racconta che l'uomo, maniaco e instabile, era un bastardo privo di amici; pagava bene, ma forse avrebbe dovuto essere internato in manicomio da molto tempo. Il suicidio sarebbe dunque credibile, ma ancora una volta si tratta di omicidio. Ed è omicidio anche quello di una quarta vittima: Stanley Bingham, professore universitario e collega di Osler.
 L'indagine è complicata dall'assoluta mancanza di legami tra gli uccisi; Crabtree riesce solo a stabilire che le ultime due vittime si servivano della stessa lavanderia. Una svolta avviene quando Louise Cherry pubblica una lettera firmata "Assassino Misericordioso", attribuibile al responsabile dei delitti. La lettera però non riporta elementi utili alla sua identificazione né aiuta a spiegare come siano state scelte le vittime. Inoltre, quando George vi riconosce una frase idiomatica più volte usata da Louise ("posare coltello e forchetta" come sinonimo di "morire"), la giornalista è costretta a confessare di aver falsificato la lettera, nell'interesse della storia e dei lettori. Sordo ai suoi tentativi di giustificazione, Murdoch la arresta per intralcio alla giustizia.
 Raccogliendo e analizzando ancora una volta tutti i dati relativi all'indagine, i moventi e gli alibi, gli investigatori tornano ad Archie Doyle come unico possibile colpevole. Quando vanno ad arrestarlo però la signora Doyle fa una sorprendente confessione: suo marito, stanco e depresso, si è davvero ucciso. È stata lei a creare false tracce per sostenere la tesi dell' omicidio affinché al marito non fosse negata la sepoltura in terra consacrata. Si spiegano così certe incongruenze tra la morte di Doyle e quelle degli altri, e Murdoch vede confermata la sua ipotesi di un unico vero omicidio, contornato da uccisioni di depistaggio. Il colpevole non può che essere Jack Borden, il cui alibi è ormai inutile.
 L'avvocato continua a negare ma quando l'ispettore Brackenreid lo conduce alla lavanderia, l'unico luogo in cui può aver trovato le sue vittime accessorie, Borden tenta la fuga. L'ispettore però riesce a stenderlo energicamente, superando così anche i dubbi che aveva iniziato a nutrire riguardo la propria efficienza.
 Louise viene rilasciata; sconcertato, Crabtree scopre che la ragazza, licenziata dalla  Toronto Gazette, è stata prontamente assunta dal Telegraph a migliori condizioni.
 Il dottor Osler si congeda da William e da Julia, ringraziandoli per esser stati dalla sua parte sin dall'inizio, e si prepara a raggiungere Oxford, dove gli è stata offerta la cattedra di Medicina.
- Altri interpreti: Stewart Arnott (dottor William Osler), Charles Vandervaart (John Brackenreid), Bea Santos (Louise Cherry), Shanice Banton (Violet Hart), Kristopher Turner (Jack Borden), Benjamin Blais (Archie Doyle), Sarah Orenstein (Catherine Doyle), Spencer Robson (Strother Campbell), Edie Inksetter (Eleanor Webster), James Purcell (Oliver Linehan), Thomas Duplessie (un giovanotto), Jason Lee Bell (il ladro)

## 21 Murdoch Street
- Titolo originale: 21 Murdoch Street
- Diretto da: Harvey Crossland
- Scritto da: Natalia Guled

### Trama
Il diplomatico indiano Harish Bannerjee e la moglie Padma si recano da Murdoch per denunciare la scomparsa dei loro figli, Vik e Sunil. Per la durata della missione paterna in Canada i ragazzi erano stati iscritti al prestigioso Laird College, ma da due settimane se ne sono perdute le tracce. Il preside Embree credeva che i Bannerjee, veri piantagrane, si fossero ritirati dalla scuola e a riprova esibisce una lettera di recesso, che però risulta falsificata. L'interrogatorio di alcuni compagni di corso dei Bannerjee non porta informazioni utili; Murdoch però, convinto che i ragazzi sappiano qualcosa, decide di usare il giovane agente John Brackenreid come infiltrato. A malincuore l'ispettore dà il proprio assenso e John entra al College come studente sotto il falso nome di John Simpson, figlio di un produttore di whisky. Al suo fianco, sotto le mentite spoglie del professor Colin Matthews, docente di Letteratura, entra nella scuola anche l'agente Crabtree, che inizia un corso su "La maledizione del Faraone", il romanzo da lui stesso pubblicato qualche tempo prima. Per facilitare l'accettazione di John nel gruppo degli studenti, l'ispettore organizza una falsa lite al culmine della quale il ragazzo lo colpisce con un pugno. Impressionati dal suo sprezzo per l'autorità, i ragazzi invitano John ad entrare nel loro club segreto in cui si beve, si gioca d'azzardo e si fanno circolare cartoline osé importate dalla Francia. L'attività, originariamente gestita dai Bannerjee, dopo la loro scomparsa è stata rilevata da un altro studente, Walter Moore.
 L'indagine procede a rilento finché John e George, durante una perquisizione fatta di nascosto nel laboratorio della scuola, non trovano abbondanti tracce di sangue: un'orma e segni di trascinamento di un corpo che qualcuno ha cercato di ripulire. Seguendo la scia di sangue, evidenziata grazie ai metodi scientifici che Crabtree ha appreso da Murdoch, gli agenti arrivano ad una fornace, usata di recente malgrado il calore di giugno. All'interno c'è un frammento d'osso; in seguito, setacciando le ceneri, Murdoch e Watts trovano anche alcuni denti otturati. Inizialmente si ipotizza che i resti possano essere quelli dei fratelli Bannerjee; quasi contemporaneamente però gli investigatori scoprono che i ragazzi non avevano otturazione metalliche e che dalla scuola è scomparsa una terza persona: il professor Abrams, di cui Crabtree ha preso il posto. Le annotazioni sull'agenda del docente terminano lo stesso giorno in cui sono spariti i fratelli, che da presunte vittime passano dunque al ruolo di potenziali assassini: forse il professore aveva scoperto i loro intrallazzi e si preparava a denunciarli.
 Con un sotterfugio John verifica che l'orma insanguinata non è stata lasciata da Moore; con Walter il giovane agente ha ormai stabilito un rapporto di amicizia, tuttavia per il bene dell'indagine non esita a mentirgli: racconta di esser stato ricattato dall'ispettore Brackenreid che in cambio di una certa indulgenza per l'aggressione subita gli ha chiesto di trovare prove utili ad incastrare i Bannerjee per omicidio. Sino a quel momento, con l'approvazione del preside, i retroscena dell'indagine erano stati tenuti nascosti; molto turbato dall'inattesa rivelazione sul delitto, Moore si allontana in fretta: George e John lo seguono ed arrivano al luogo in cui i Bannerjee si sono rintanati. Fermati e interrogati i ragazzi negano di aver ucciso Abrams; sono fuggiti per paura: casualmente hanno assistito all'omicidio, avvenuto al termine di una lite violenta, ma non sono in grado di dire chi fosse il secondo uomo. Con una nuova meticolosa perquisizione all'interno della scuola è Crabtree a scoprire documenti utili ad incastrare il vero assassino: il preside Embree, che durante l'interrogatorio cade in trappola e rivela involontariamente la propria responsabilità. Da tempo il preside vendeva falsi curricula agli studenti in difficoltà; Abrams lo aveva scoperto ed Embree, per tutelare i laureati del passato (ormai divenuti uomini di potere) nonché i propri guadagni, aveva provveduto ad eliminarlo.
 Al termine dell'indagine gli agenti lasciano il College: John più ricco di esperienza, George lieto di aver condotto il suo studente preferito, Edmund Frye, a riconoscere e ad esprimere il proprio talento artistico.
 Nel frattempo Julia è rimasta in contatto con Marilyn Clark che sta continuando le sue ricerche per arrivare ad un farmaco in grado di curare la carenza ormonale, causa di sterilità. Malgrado l'impazienza di Julia, che vorrebbe offrirsi come cavia, Marilyn preferisce ancora limitarsi alla più prudente sperimentazione animale. La ricerca procede a rilento e per un po' sembra arrivata ad un punto morto. Poi la collaborazione tra le due donne ottiene migliori risultati e la sperimentazione inizia a funzionare. Julia non ha ancora parlato al marito William del tentativo; seppur piena di gioia e di speranza, ancora per un po' terrà la cosa per sé. 
- Altri interpreti: Charles Vandervaart (agente John Brackenreid), Arwen Humphreys (Margaret Brackenreid), Erin Agostino (Nina Bloom), Matthew Isen (Edmund Frye), Tyler Murree (preside Embree), Sophie Goulet (Marilyn Clark), Brett Houghton (Walter Moore), Dale Whibley (Gerald Jarvis), Vijay Metha (Harish Bannerjee), Aman Partap (Vik Bannerjee), Parham Rownaghi (Sunil Bannerjee), Ellora Patnaik (Padma Bannerjee), Nicholas Fry (un monello)

## L'incidente
- Titolo originale: The Accident
- Diretto da: Alison Reid
- Scritto da: Mary Pedersen

### Trama
Il signor Dilbert Dilton, direttore dell'Archivio cittadino, come ogni mattina si sta recando in ufficio, quando rimane vittima di un incidente; poco prima Murdoch, Watts e Crabtree lo avevano incrociato per strada. Quando gli investigatori, richiamati dal rumore, accorrono al più vicino incrocio, trovano una brutta situazione: nel tentativo di evitare l'investimento di una donna che spingeva una carrozzina, l'auto guidata dal signor Flannery ha bruscamente sterzato e si è schiantata contro una carrozza turistica. Il signor Flannery ha ferite al volto, una delle turiste tedesche ha una gamba rotta, ma il signor Dilton è rimasto incastrato tra l'auto e la carrozza. Apparentemente sembra stia bene, è vigile e cosciente, e manifesta solo grande preoccupazione per il lavoro che forse dovrà accantonare per un po'. Tuttavia Julia, arrivata faticosamente sul posto, giudica che l'uomo abbia riportato lo schiacciamento del bacino e un'emorragia interna piuttosto grave: spostare la macchina, il cui peso funge da tampone, significherebbe probabilmente farlo morire dissanguato. Murdoch, che ha momentaneamente preso il controllo della situazione, decide dunque di aspettare. 
 Mentre Brackenreid, a sua volta sopraggiunto, si occupa di parlare con Dilton, distraendolo con qualche sorso di scotch, gli altri cercano di mettere ordine sul luogo dell'incidente: un'infermiera di passaggio, Abigail Liston, si prende cura dei feriti meno gravi; alcuni agenti cercano di recuperare gli animali sfuggiti dal carro della macelleria Nicastro che si è rovesciato e Murdoch fronteggia con fermezza le ire del signor Hubert, l'autista il cui tram è rimasto bloccato dall'incidente. Anche la giornalista Louise Cherry, arrivata sul posto in cerca di notizie, viene convinta da Crabtree a rispettare la dolorosa situazione e a dare piuttosto una mano.
 Di lì a poco però la già brutta situazione prende un aspetto ancora peggiore: Crabtree si è accorto che i freni dell'auto sono insolitamente allentati: alcuni fili tagliati fanno pensare ad un sabotaggio e al fatto che l'incidente sia stato provocato. Interrogato, il signor Flannery finisce per ammettere che esistono persone che potrebbero avercela con lui: un certo Ian Porter, la cui fidanzata ha avuto con lui una relazione; il patrigno, che forse ha convinto sua madre a diseredarlo; magari il vecchio compagno di stanza al college o qualche collega della squadra di canottaggio. O forse un certo Bob, o Bill, con cui ha litigato la sera precedente al pub Tipsy Ferret. Persino la barista del pub, la signorina Quigg, descrive Flannery come un cliente abituale innocuo ma irritante; e l'uomo con cui ha litigato in realtà si chiama Jeremy Hunter. Le possibilità sono molte, ma è difficile stabilire chi volesse davvero danneggiare Flannery.
 Intanto Dilton inizia gradualmente a capire e ad ammettere con se stesso come stanno le cose; chiede dunque a Brackenreid di cercare la signorina Mildred Ash del Dipartimento Fognature: di lei ha grande stima ed intende affidarle la prosecuzione dei lavori di cui non potrà più occuparsi personalmente. Poco dopo la donna arriva e, seppur addolorata per la situazione, inizia ad annotare con diligenza le istruzioni di Dilton. Nel frattempo si è fatta strada un'altra inquietante possibilità: Crabtree ha trovato una carrozzina vuota e abbandonata, e un soprabito femminile. Forse non c'era nessun neonato e l'incidente è stato provocato non per danneggiare Flannery, ferito solo al volto e non al torace come sarebbe stato logico aspettarsi, bensì per uccidere proprio Dilton. In tal caso Flannery stesso, dopo essersi legato in qualche modo, deve aver provocato l'incidente con l'aiuto di una complice che dopo essersi cambiata è tornata sul luogo per fare sparire la corda o la cintura incriminante. E dal colloquio tra Dilton e Mildred Ash emerge anche un movente: recentemente, proprio per aiutare Mildred di cui è da sempre innamorato, Dilton ha indagato sulla Water Incorporated, scoprendo un problema di brevetti. In pratica, i sistemi di filtraggio dell'acqua promossi dall'azienda non funzionano, e se la cosa si fosse risaputa l'azienda stessa avrebbe perduto un fruttuoso appalto comunale. Flannery viene riconosciuto come uno dei dirigenti della Water Inc. e l'infermiera Liston, che si apprestava ad aggredire Mildred con una siringa di morfina, è la sua complice. Malgrado Flannery cerchi di scaricare l'intera colpa sulla donna, entrambi vengono smascherati ed arrestati.
 L'indagine è terminata e ormai non si può più rimandare lo spostamento dell'auto: si cerca di liberare Dilton con delicatezza, sperando di riuscire a tamponare le ferite quel tanto che basti a raggiungere l'ospedale. Purtroppo il tentativo non riesce e il signor Dilton muore in pochi istanti. Il suo corpo viene tristemente rimosso, l'incrocio viene finalmente sgomberato e la situazione inizia gradualmente a tornare alla normalità.
- Altri interpreti: Charles Vandervaart (agente John Brackenreid), Bea Santos (Louise Cherry), David Hewlett (Dilbert Dilton), Angela Vint (Mildred Ash), Ian Lake (signor Flannery), Elise Bauman (Abigail Liston), Tony Nappo (signor Hubert), Roger Dunn (signor Todd), Kirsten Johnson (signorina Quigg), Thamela Mpumlwana (Artie), Emily Nixon (signora Sommer), Nicholas Fry (un monello)

## Brackenreid e il boudoir
- Titolo originale: Brackenreid Boudoir
- Diretto da: Harvey Crossland
- Scritto da: Peter Mitchell

### Trama
Julia e William si sono concessi qualche giorno di vacanza sul lago, ma il loro periodo di riposo finisce quasi subito: in procinto di fare una nuotata, trovano sulla riva il cadavere di un uomo accoltellato al cuore e sono così costretti a riprendere il lavoro. Accanto al corpo hanno ritrovato anche una tela raffigurante un paesaggio, forse appartenente alla vittima; seguendo un sentiero arrivano infatti ad un gruppo di pittori che, sebbene poco colpiti dalla sua scomparsa, aiutano ad identificare la vittima come Graham Caswell, membro del loro circolo. Il principale sospettato per l'omicidio è il pittore Tom Thomson che il giorno prima si era allontanato contemporaneamente a Caswell. Thomson viene rintracciato poco lontano ma nega di essere coinvolto nel delitto: è sporco di sangue solo perché stava cercando di macellare un coniglio. Portato alla Stazione, fornisce un alibi: dopo essersi allontanato, si è separato da Caswell per raggiungere un'altra persona di cui rivela l'identità in cambio della discrezione di Murdoch. Confermato il suo alibi e appurato che il sangue di cui era ricoperto non è umano, Thomson esce dall'indagine.
 L'unica cosa che resta da fare è cercare più a fondo all'interno del gruppo dei pittori; Murdoch chiede dunque a Brackenreid, in virtù del suo amore per l'arte, di infiltrarsi tra loro. Brackenreid accetta e grazie alla raccomandazione di Thomson, che lo apprezza e che in passato ha comprato uno dei suoi quadri, entra senza difficoltà; non nasconde di essere un poliziotto, ma fa credere di volersi presto dedicare esclusivamente alla pittura. L'ispettore non tarda a scoprire che Caswell non era benvoluto dagli altri: all'interno del gruppo era il pittore più bravo e suscitava gelosie, tanto più che i suoi lavori avrebbero probabilmente inaugurato la nuova Galleria d'arte fondata da Lady Belinda Carlyle, sua mecenate. A causa delle rivalità, all'interno del gruppo tutti sono molto tesi e nervosi, ma il più in crisi sembra essere il signor Denton: di recente un incendio ha distrutto tutte le sue opere e il pittore stenta a recuperare l'ispirazione.
 Ben presto Brackenreid fa anche la conoscenza di Lady Carlyle, una donna cinica e autoritaria il cui marito sembra essere scomparso in equivoche circostanze. Colpita dai suoi lavori, Lady Carlyle prende Brackenreid sotto la propria ala, assegnandogli in pratica il posto di favorito che era stato di Caswell. Gli chiede di dipingere un nudo con lei stessa come modella e gli promette di inaugurare la Galleria con le sue opere. Il quadro riesce bene tanto che di lì a poco Brackenreid dipinge un altro nudo con Nina come modella. La sua svolta artistica suscita però reazioni contrastanti: Margaret ne è scandalizzata, Higgins è perplesso, Crabtree non approva il coinvolgimento di Nina (con la quale ha ripreso la relazione), Ruth Newsome invece vorrebbe farsi ritrarre a sua volta. Nemmeno Lady Carlyle è contenta del secondo quadro, che Brackenreid ha intenzione di esporre alla mostra, tanto che si spinge a danneggiarlo. Brackenreid ha così modo di sperimentare ciò che molti interrogati avevano già raccontato: Lady Carlyle non è solo dura e autoritaria, ma incline alla violenza. Si dice che picchiasse il marito, più anziano di lei; forse anche Caswell, desideroso di maggiore autonomia, è rimasto vittima delle sue ire: tuttavia non ci sono prove sufficienti ad accusare Belinda di omicidio. L'ispettore vorrebbe reagire e porre fine al proprio coinvolgimento, Murdoch però lo convince a moderarsi per il bene dell'indagine. Brackenreid accetta così di dipingere nuovamente un nudo di Lady Carlyle: sopporta i rimproveri e le indicazioni forzate ma non si piega completamente ai desideri della donna, che da lui vorrebbe di più, pertanto inizia comunque ad uscire dalle sue grazie. All'inaugurazione della Galleria infatti Lady Carlyle annuncia di aver spostato il proprio favore di mecenate sul signor Denton, che finalmente è tornato a dipingere con ottimi risultati.
 Brackenreid sembra ormai tagliato fuori, ma grazie a Julia l'indagine subisce una svolta decisiva: la dottoressa si è accorta di certe somiglianze tra le opere di Caswell, da lei molto ammirate, e quelle di Denton; dimostra che il primo aveva utilizzato le opere del secondo, dipingendovi sopra e reinterpretandole, sfruttandone però il senso delle proporzioni e del colore. L'incendio dell'atelier di Denton era stato provocato da Caswell, che si era così impadronito di alcune delle opere apparentemente scomparse. Interrogato, Denton ammette di aver ucciso Caswell, che in pratica gli aveva rubato l'anima, e non se ne mostra pentito.
 Alla fine dell'indagine, per farsi perdonare, Brackenreid dipinge anche Margaret senza veli. Julia invece si decide a rivelare a William la speranza di curare la propria infertilità; preoccupato solo per il benessere della moglie, Murdoch si dichiara disposto ad appoggiare ogni sua decisione.
 A margine dell'indagine il detective Watts ha vissuto una breve parentesi romantica con la signorina Fiona Faust, rivoltasi a lui per denunciare il furto della bicicletta con cui stava per portare a termine un avventuroso giro del mondo. Attratto dalla ragazza, Watts ha ritardato al massimo la riconsegna della bici, da lui rintracciata quasi subito nel banco dei pegni del signor Eddie Crawford. Poi però, comprendendo il futile egoismo del proprio comportamento, ha preferito confessare e congedarsi amichevolmente dalla signorina Faust, che gli ha comunque promesso di ritornare di lì a sei mesi, al termine del suo viaggio. 
- Altri interpreti: Arwen Humphreys (Margaret Brackenreid), Erin Agostino (Nina Bloom), Siobhan Murphy (Ruth Newsome), Sonja Smits (Lady Belinda Carlyle), Aidan Shipley (signor Denton), Kelly McNamee (Fiona Faust), Roanna Cochrane (signorina Coyle), Stephane Garneau-Monten (signor Armbruster), Paul Johnston (signor Foster), Brock Morgan (Tom Thomson), Philippa Domville (Doreen), Craig Brown (Eddie Crawford), Tyler Lionel Parr (Graham Caswell)

## Il morto che parla
- Titolo originale: The Talking Dead
- Diretto da: Eleanore Lindo
- Scritto da: Lori Spring

### Trama
Leggendo il giornale del mattino il signor Harrison McAllister vi scopre il proprio necrologio. Molto contrariato, pensando ad uno scherzo di pessimo gusto di cui sospetta persino la moglie, esce in fretta per andare a protestare presso la redazione della Toronto Gazette; riesce appena a varcare il portone di casa, quando un pesante vaso caduto dall'alto lo colpisce in pieno e lo uccide. Accorso sul posto, Murdoch dubita che possa trattarsi di un incidente. Le perplessità del detective aumentano quando all'obitorio arriva una seconda vittima, un certo Murray Gibson, precipitato dalla scala antincendio del palazzo in cui abitava. Anche il suo necrologio era comparso sul giornale prima della morte effettiva, ma non sembrano esserci collegamenti tra gli uccisi: McAllister era un banchiere della Dominion Bank di Jarvis, Gibson invece aveva piccoli precedenti per furto e gioco d'azzardo. I necrologi sono arrivati al giornale per posta in forma anonima, pagati in anticipo, quindi non è possibile risalire a chi li abbia ordinati. La faccenda si complica ulteriormente quando alla Stazione n°.4 arriva suor Annamaria: anche lei denuncia di aver trovato sul giornale il proprio necrologio; per proteggerla, Murdoch la fa rimanere.
 A questo punto, considerando la stranezza della situazione, Watts inizia a chiedersi se i necrologi anticipati possano essere più numerosi di quelli da loro già conosciuti; infatti gli agenti, sguinzagliati in giro per la città in cerca di riscontri, trovano altri due casi analoghi: uno riguarda il pugile Leonard Stokes, campione dei pesi massimi a Toronto nel 1901, e l'altro riguarda Eddie Crawford, gestore di un banco dei pegni e vecchia conoscenza dell'ispettore Brackenreid. Di lì a poco a tutte le potenziali vittime riunite alla Stazione si aggiunge anche la signora Virginia Swift; la donna denuncia un nuovo necrologio anticipato, il sesto della giornata, che però non riguarda lei stessa, bensì la ragazzina che la accompagna: sua figlia Agnes. La situazione si fa ancora più grave quando viene rintracciato un ulteriore necrologio, quello del detective Llewellyn Watts in persona. Malgrado gli interrogatori a cui vengono sottoposte le potenziali vittime, a cui è stato chiesto di stilare un elenco dei loro nemici, non emergono indizi significativi; c'è solo il fatto che la diocesi ha un conto presso la Dominion Bank, e la vaga ipotesi che la signora Swift, abbandonata in ristrettezze da un marito già poco presente, sia il vero bersaglio della minaccia, attraverso la figlia. Poiché è improbabile che le vittime siano state scelte a caso, gli investigatori iniziano a credere che qualcuno stia nascondendo qualcosa.
 All'interno della Stazione l'atmosfera si fa tesa, le persone manifestano insofferenza e Crawford viene sospettato di aver allungato le mani sulla borsetta di Virginia. E poi il peggio: suor Annamaria muore all' improvviso e la successiva autopsia rivela che la religiosa è stata avvelenata con tre milligrammi di stricnina aggiunti al tè che l'agente Brackenreid le aveva servito. Poiché il veleno agisce in pochi minuti, l'assassino va ormai cercato tra gli ospiti all'interno della Stazione. Crawford diventa il principale indiziato quando fugge attraverso la finestra del bagno e viene poi riacciuffato da Higgins, però sono necessarie prove più solide. Finalmente in casa di Gibson si trova qualcosa di utile: una grossa somma di denaro proveniente dalla Dominion Bank. È un primo concreto collegamento e di lì a poco se ne scoprono altri, quando Watts mette in relazione il denaro con un vecchio caso di cui si era occupato alla Stazione n°.1: una rapina in banca durante la quale un cliente era rimasto ucciso. Solo uno dei due rapinatori, un certo Joe Tackeray, era stato arrestato, processato e in seguito impiccato. Malgrado le resistenze degli interrogati Murdoch finisce per scoprire che in qualche modo tutte le potenziali vittime erano in rapporto con Tackeray. L'uomo era un ex cassiere alla Dominion Bank, licenziato per irregolarità da McAllister su denuncia di suor Annamaria, sempre pronta a creare problemi per chiunque. Rivoltosi al banco di Crawford per impegnare alcuni anelli e un orologio, Tackeray era poi stato coinvolto dallo stesso Crawford in una scommessa su di un incontro truccato di Stokes, in cui però l'uomo aveva perduto i suoi ultimi soldi. La rapina organizzata in compagnia di Gibson, un piccolo malvivente, avrebbe dovuto risollevare le sorti di Tackeray ma si era conclusa per lui nel modo peggiore. Quando Agnes Swift riconosce in una foto di Tackeray il proprio padre scomparso, il cerchio sembra chiudersi: qualcuno ha voluto vendicarlo, e non può che trattarsi della ex moglie Virginia. Lei ha pubblicato i necrologi, facendo in modo che tutte le vittime si riunissero alla Stazione; nella sua borsetta infatti viene trovata la fiala di stricnina. Virginia cerca di fuggire, facendosi scudo della figlia, ma viene fermata e arrestata.
 Prima che Agnes, ormai rimasta sola, venga trasferita all'orfanotrofio, Watts si offre di condurla alla Fiera di cui la ragazzina ha più volte parlato nel corso della giornata. Il detective si sente parzialmente in colpa per l'accaduto ma non sa di doversi guardare proprio da Agnes: è lei che ha avvelenato suor Annamaria, e la madre lo aveva capito. Accortisi della scomparsa della fiala alla Stazione, Murdoch e Crabtree arrivano alla Fiera appena in tempo per impedire che Watts addenti un hot dog avvelenato di nascosto da Agnes, ancora desiderosa di vendetta nei confronti del poliziotto che aveva arrestato suo padre.
 Al termine dell'indagine Crabtree viene rassicurato dall'ispettore Brackenreid sul fatto che la ragazzina non finirà impiccata, ma rinchiusa in un istituto. L'agente chiede poi un periodo di ferie: Nina ha ottenuto un ingaggio al Moulin Rouge di Parigi e dopo qualche esitazione George ha deciso di partire con lei per vivere un'inedita avventura.
- Altri interpreti: Charles Vandervaart (agente John Brackenreid), Erin Agostino (Nina Bloom), Madison Brydges (Agnes Swift), Krystin Pellerin (Virginia Swift), Craig Brown (Eddie Crawford), Nancy Beatty (suor Annamaria), Jay Reso (Leonard Stokes), Angela Besharah (Dorothy McAllister), Kevin Hare (Harrison McAllister), Ian Rayburn (il guidatore), Lauren Spring (donna arrabbiata in lacrime), John Connolly (l'indovino del peso alla Fiera)

## A casa per le feste
- Titolo originale: Home for the Holidays
- Diretto da: Gary Harvey
- Scritto da: Simon McNabb e Peter Mitchell

### Trama
Julia e William partono per trascorrere il Natale a Vancouver. SEGUE...
- Altri interpreti: Arwen Humphreys (Margaret Brackenreid), Siobhan Murphy (Ruth Newsome), Erin Agostino (Nina Bloom), Bea Santos (Louise Cherry), Aiden Bushey (Bobby Brackenreid), Megan Follows (Megan Byrne), Dylan Neal (Jasper Linney), Kate Hewlett (Daphne Linney), Hattie Kragten (Georgina Linney), Marin Stephenns (Rudolphina Linney), Simon R. Baker (Akaanaa), Kevin McNulty (Robert Duncan), Jake Epstein (Charles Ponzi), Wayne Baker (capo Sanghees), Trevor Carroll (Kwiga), Sphenia P. Jones (Shi eni sela), Mark Gibson (Thomas Bernard), Danielle Bourgon (signora McPherson), Sangita Patel (Sangita), Derry Robinson (Santa Claus), Jim Treliving (uomo ricco), Donna Christo (donna ricca), Julie Nesrallah, Michael Killinger, David Statham, Jean-Philippe Fortier-Lazure, Jordan Collalto (il coro), David Powell e Ann Powell (i burattinai)

## F.L.A.S.H.!
- Titolo originale: F.L.A.S.H.!
- Diretto da: Eleanore Lindo
- Scritto da: Paul Aitken

### Trama
Dalle acque del lago Ontario viene ripescato il cadavere di un uomo: non è annegato e la dottoressa Ogden nota che sul suo viso fortemente arrossato i capillari sembrano esplosi. L'unica spiegazione per questo effetto è che la vittima sia stata uccisa in una sorta di camera a vuoto, ma è difficile immaginare che possa esisterne una tanto ampia da contenere un intero corpo umano.
 Nel frattempo la signorina Bonnie Clement, centralinista a Front Street, denuncia due strane telefonate della sera precedente: avvenute a breve distanzal'una dall'altra, provenivano da qualcuno che sembrava essere in due luoghi differenti, e l'ultima si è conclusa con una voce maschile che sembrava allontanarsi, come risucchiata da qualcosa. La telefonata viene messa in relazione con la vittima del lago quando sul corpo si ritrova un biglietto riportante la scritta "FTP11", che corrisponde ad una chiamata ricevuta da un telefono pubblico. Quel telefono risulta poi esser stato prenotato da un certo Fred Smith nelle ultime tre settimane, tutti i giorni alla stessa ora. Il biglietto riporta sul retro anche una lemniscata, il simbolo dell'infinito a forma di "otto" orizzontale; l'ispettore Brackenreid vi riconosce il logo di una pubblicità apparsa sul giornale, relativa ad un incontro a cui il pubblico è invitato. Gli investigatori si recano dunque nel luogo indicato, all'ora stabilita, e con sorpresa scoprono che si tratta di una presentazione filmata per il più recente progetto elaborato dal redivivo James Pendrick: il Pendrick Flash, un treno sotterraneo ad alta velocità, ottenuta facendo viaggiare il mezzo all'interno di un tunnel in cui la creazione del vuoto abbia eliminato ogni attrito. Per dimostrare la fattibilità del progetto Pendrick, partendo da una delle isole del lago, con una navetta sperimentale percorre le due miglia che lo separano dal suo pubblico in soli venti secondi. L'incontro serve a vendere quote azionarie per finanziare il progetto e il garante dell'offerta è il signor Clyde Spiker.
 Pendrick riconosce nel morto Charles Howden, uno dei suoi collaboratori, un matematico specializzato in equazioni di campo. Raggiunta la stanza in cui viene creato il vuoto per far viaggiare il treno, Murdoch verifica che si tratta della scena del crimine: c'è il telefono, e ci sono le ventole che hanno provocato la morte di Howden. Raggiunta l'isola con la navetta, attraverso il tunnel sotto il lago, il detective fa la conoscenza degli altri membri della squadra: Robert Goddard, l'inventore del Flash; Jaya Bhola, ingegnere meccanico; Gong Fu Chi, matematica, e Sam Trenwith, l'assistente personale di Pendrick. Probabilmente è tra loro che va cercato l'assassino: date le misure di sicurezza del laboratorio si può escludere che la morte di Howden sua stata un incidente e la stanza delle ventole è accessibile solo al personale autorizzato. E forse l'assassino era anche una spia, magari per conto del signor Trenton Darling, che rappresenta un consorzio di navi a vapore e che potrebbe essersi sentito minacciato dall'invenzione di Pendrick. L'uomo però respinge i sospetti e fa notare che spiare il progetto non era necessario: la prima offerta azionaria sta andando bene ma Darling non crede che le cose continueranno così, pensa piuttosto che Pendrick fallirà. Tuttavia il signor Fenn Bickford, responsabile notturno del centralino di Front Street, riconosce in Darling il sedicente Fred Smith e l'uomo è costretto ad ammettere lo spionaggio; respinge invece la responsabilità per il delitto. Dunque Howden sembra esser stato la spia; il sospetto si rafforza quando Trenwith trova nel tunnel una bomba e sventa un sabotaggio ai danni del progetto. Murdoch però verifica che la bomba è troppo semplice, forse non sarebbe mai esplosa davvero. In seguito ad una perquisizione, durante la quale si scopre (grazie ad un confronto calligrafico) che la spia non era Howden bensì lo stesso Trenwith, l'assistente confessa: aveva bisogno di soldi, ha lavorato per Darling e ha introdotto la bomba, ma non voleva che esplodesse. Quando tra le sue carte vengono trovate anche alcune pagine mancanti del diario di Howden, con calcoli che dimostrano come una velocità superiore alle 417 miglia orarie avrebbe irrimediabilmente compromesso la stabilità del treno, la situazione si complica: Howden è stato ucciso perché aveva scoperto qualcosa che avrebbe ostacolato il progetto e l'offerta azionaria. Trenwith confessa allora di aver ucciso Charles Howden, ma dati i tempi delle telefonate non può essere lui il colpevole; Murdoch conclude che il ragazzo stia solo proteggendo Pendrick, di cui è innamorato, pensando che l'inventore abbia visto le equazioni di Howden e abbia cercato di salvare il progetto. Pendrick però nega di esser stato a conoscenza del grave problema e Murdoch individua il vero colpevole in Clyde Spiker, il garante dell'offerta che dal crollo dell'impresa avrebbe ricevuto un danno enorme. Spiker tenta di uccidere Murdoch e Pendrick nello stesso modo in cui ha ucciso Howden poi fugge, ma viene energicamente bloccato da Brackenreid. Di lì a poco Pendrick rinuncia al Flash, Goddard dichiara di voler spostare la propria attenzione sui missili e l'ispettore si rallegra che la moglie Margaret, contrariamente a quanto lui avrebbe desiderato, si sia rifiutata di investire i loro risparmi nel fallimentare progetto.
 Nel corso dell'indagine, pur senza perderne il filo, i coniugi Murdoch, con frequenti incontri, hanno cercato di assecondare al massimo la terapia ormonale a cui si è sottoposta Julia. La speranza di riuscire ad avere un figlio è sempre più forte.
- Altri interpreti: Arwen Humphreys (Margaret Brackenreid), Peter Stebbings (James Pendrick), Christopher Leveaux (Sam Trenwith), Blair Williams (Trenton Darling), John Novak (Clyde Spiker), Andrew Robinson (Robert H. Goddard), Aisha Evelyna (Bonnie Clement), Lily Lacey (Gong Fu Chi), Toby Proctor (Fenn Bickford), Kiri Etzkorn (Jaya Bhola), Derek Barnes (Charles Howden), Chris Gleason (il pescatore)
- In questo episodio Jonny Harris è accreditato come di consueto, ma il personaggio di George Crabtree è assente.

## Attaccanti e difensori
- Titolo originale: Biffers and Blockers
- Diretto da: Megan Fellows
- Scritto da: Dan Trotta

### Trama
In una bella giornata di sole William e Julia vanno ad assistere ad una partita di cricket in cui gioca Henry Higgins; si tratta del tradizionale incontro tra la squadra dei Professionisti e quella dei Gentiluomini: in virtù della sua relazione sentimentale con Ruth Newsome, Henry gioca con questi ultimi assieme al secondo fratello della ragazza, il dottor Rupert Newsome. In verità Henry si sta ambientando bene tra i ricchi e dietro sollecitazione di Ruth ha persino assunto un servitore personale, Brewster Smythe.
 Murdoch non sa nulla del cricket e delle sue regole, ma si entusiasma per le possibilità strategiche suggerite dalle posizioni dei giocatori in campo. La sua attenzione viene però completamente deviata quando Julia gli rivela di essere finalmente incinta; al settimo cielo, i due per il momento decidono di tenere segreta la notizia.
 L'annuale partita vede di solito prevalere i Professionisti, ma questa volta i Gentiluomini hanno qualche speranza in più perché nelle loro file gioca un grande talento, il conte serbo Dagan Petrovic. Alloggiato presso i Newsome, il conte ha già avuto qualche screzio con gli avversari e il suo aggressivo atteggiamento in campo non lo rende certo più simpatico. Ma il peggio accade quando, dopo aver cambiato la palla, il conte effettua il proprio lancio, il quale si conclude con un'esplosione che uccide uno dei Professionisti, Michael O'Donnell. Malgrado i contrasti avuti con la vittima, il conte respinge ogni responsabilità: ha cambiato palla solo perché quella precedente si stava sfilacciando e se avesse voluto vendicarsi di qualcuno, gli avrebbe sparato. Del resto le successive analisi dimostrano che l'esplosivo non si trovava nella palla, il cui urto ha solo fatto da innesco, bensì nella mazza usata da O'Donnell. L'attrezzo inoltre, riconoscibile per l'intaglio del manico, appartiene al conte: uno dei Gentiluomini, Sam Mactier, l'aveva passata a O'Donnell solo per poter poi dileggiare Petrovic, che a questo punto sembrerebbe essere la vera vittima designata. Ora bisogna individuare il movente: Petrovic è un eroe della guerra serbo-bulgara e ha combattuto nella battaglia di Pirot, ma è improbabile che dopo vent'anni i bulgari ce l'abbiano ancora con lui al punto di organizzarne l'omicidio. La sera precedente, come capitano della squadra, il dottor Newsome è stato l'ultimo a lasciare il campo; era il suo turno di raccogliere le attrezzature ma non ricorda quali mazze ci fossero: sa solo di averle riposte negli armadietti. Un movente migliore potrebbe averlo Leonard Killjoy, che in squadra è stato sostituito proprio dal conte. Killjoy nega di nutrire astio nei confronti di Petrovic, che è senz'altro un giocatore migliore di lui, però dichiara anche di credere che il conte abbia mentito sulle proprie eroiche gesta: al momento della famosa battaglia, secondo le registrazioni documentali, Petrovic stava sgombrando i campi nomadi nel Nord della Serbia. In ogni caso Killjoy ha un alibi: ha trascorso la serata precedente la partita con una donna, che conferma le sue affermazioni.
 Interrogato direttamente, il conte dapprima nega con forza di essere un impostore, ma quando viene trovato in possesso di una valigia piena di argenteria sottratta ai Newsome, è costretto a confessare. Il suo vero nome è Stanley Palacio, ha incontrato per caso Ruth in treno ed ha lasciato credere a tutti di essere un nobile in esilio. Il cricket ha imparato a giocarlo in prigione. Come truffatore si è certo fatto molti nemici, ma non sa chi possa volerlo morto; l'unica cosa strana che gli è capitata in tempi recenti è un biglietto anonimo, riportante la data del 26 novembre, che qualcuno gli ha fatto trovare nell'armadietto.
 Killjoy torna momentaneamente ad essere sospettato quando si scopre che fra i truffati da Palacio c'è stata anche la sua ex moglie; l'uomo però risulta ignaro della vera identità del sedicente conte. Sospetti più forti si addensano sul dottor Newsome quando un controllo bancario sulle sue finanze rivela che Petrovic aveva tentato di prelevare una forte somma dal conto della famiglia. La transazione era stata bloccata dal dottore che dunque era a conoscenza delle trame del finto aristocratico. Nel suo armadietto viene trovata una boccetta di nitroglicerina, l'esplosivo usato per il delitto: il dottore nega che sia sua, ma viene ugualmente arrestato. Newsome sostiene di aver taciuto la vera identità del conte perché voleva finalmente vincere la partita: lo avrebbe denunciato solo in un secondo momento. Tuttavia la vergogna derivante dallo scandalo, se la cosa fosse divenuta di dominio pubblico, costituisce un movente.
 Mentre il falso conte rientra comunque in squadra per giocare la nuova partita, Murdoch si rende conto che le cose potrebbero essere diverse e più complicate: il biglietto anonimo con la data, che corrisponde alla battaglia di tanti anni prima, sembrerebbe indicare il coinvolgimento di qualcuno che voleva vendicarsi del conte senza sapere che Palacio ne avesse assunto l'identità. L'unica persona mai interrogata nel corso dell'indagine è Smythe, il servitore di Higgins, che infatti risulta essere l'uomo giusto. Smythe viene raggiunto sul luogo della partita, dove ancora una volta tenta di uccidere quello che lui crede essere Petrovic, responsabile della morte dei suoi genitori durante la guerra. Con un colpo di mazza ben assestato, Higgins lo stende e gli impedisce di portare a compimento il piano.
 Al termine dell'indagine William e Julia fanno ipotesi sul futuro e si godono la loro felicità.
- Altri interpreti: Siobhan Murphy (Ruth Newsome), Cyrus Lane (dottor Rupert Newsome), Paulino Nunes (conte Dagan Petrovic), Steve Belford (Sam Mactier), Adam Cawley (Leonard Killjoy) Milan Malisic (Brewster Smythe), Will Conlon (l'arbitro), Matthew MacCallum (il maggiordomo)
- In questo episodio Jonny Harris è accreditato come di consueto ma il personaggio di George Crabtree è assente.

## Le lacrime di Maria
- Titolo originale: Mary Wept
- Diretto da: Megan Follows
- Scritto da: Noelle Girard

### Trama
Per una volta Julia accompagna William in chiesa per la funzione domenicale. Durante la predica del vescovo Gorey, che verte sul peccato e la confessione, una statua della Madonna posta di fianco al pulpito inizia a versare lacrime di sangue. La statua di alabastro è in chiesa da poco tempo: è stata donata da un anonimo benefattore che all'alba l'ha lasciata sulla porta della canonica. I fedeli sono sconcertati, padre McGray vorrebbe vederci chiaro e Murdoch si offre di indagare sulla faccenda, ma il vescovo Gorey pone il proprio veto, ripromettendosi di avviare poi un'indagine interna affidata ad ecclesiastici. Attorno alla chiesa in breve tempo si sviluppa un certo fermento e non mancano le voci di dissenso: quella di un gruppo protestante, ad esempio, che si scaglia contro l'idolatria papista.
 Come cattolico Murdoch si dice che "i miracoli fanno parte della Fede", ma la sua curiosità di detective non gli consente di tirarsi indietro e malgrado l'ostilità del vescovo torna in chiesa alla ricerca di prove o di qualunque cosa possa fare luce sull'accaduto. Non ottiene il benestare di padre Jennings, arrivato alla chiesa solo da pochi mesi, ma con la complicità di Watts, meno frenato di lui da eventuali scrupoli religiosi, Murdoch riesce a prelevare un campione di sangue che successivamente analizzato dalla dottoressa Ogden risulta umano.
 Una delle persone più colpite dal presunto miracolo sembra essere la signorina Josephine Beattle, la perpetua. Sconvolta, la donna confessa a Murdoch di essere un'assassina: a diciotto anni aveva lasciato sola in casa la madre malata per andare a ballare; al suo rientro la donna era morta e Josephine non riesce a superare il rimorso per non averle somministrato le necessarie medicine. Murdoch cerca di farle capire che non si è trattato di un vero omicidio, ma la donna non sembra in grado di ascoltarlo: per lei le lacrime della Vergine sono un atto d'accusa.
 A causa dei disordini che hanno iniziato a verificarsi attorno alla chiesa, viene richiesta la protezione della polizia; l'ispettore Brackenreid affida la sorveglianza notturna della statua a Higgins e a Crabtree, appena tornato dalla Francia e ancora pieno di nostalgia per Parigi. Li raggiunge Murdoch: anche se gli è stato vietato di toccare la statua, il detective ha intenzione di continuare l'indagine: usando un tubo di  Röntgen a raggi x fotografa il manufatto e scopre che negli occhi della statua vi sono due minuscoli forellini da cui fuoriesce il sangue immagazzinato all'interno del capo. Dunque non si tratta di un miracolo, bensì di una montatura sulle cui motivazioni bisogna continuare ad indagare.
 Durante il turno di sorveglianza, in chiesa arriva anche Ruth Newsome e Higgins lascia momentaneamente solo Crabtree per uscire con lei in giardino. Già da un po' Henry ha deciso di chiedere a Ruth di sposarlo; ha in tasca l'anello e quella gli pare un'ottima occasione. La dichiarazione viene però bruscamente interrotta quando un corpo precipita a terra quasi ai piedi della coppia: si tratta di Josephine, che sembra essersi suicidata buttandosi dal campanile. Il corpo però presenta il segno di un colpo alla testa e graffi recenti sulle braccia: graffi come quelli provocati da un cespuglio di rose, nella cui aiuola fuori dalla chiesa viene trovato sepolto lo scheletro di un neonato. Evidentemente dietro la morte della signorina Beattle c'è di più e quando Watts riesce a scoprire che la statua è stata commissionata e pagata da padre Jennings, l'ecclesiastico viene arrestato. Tracce del sangue di Josephine sono state trovate sulla campana nella torre: sembra che la donna vi abbia battuto il capo prima di esser buttata dalla finestra; padre Jennings però nega di essere responsabile dell'omicidio. Ammette di aver ordinato la statua e di aver organizzato il falso miracolo perché voleva estirpare il Male presente in quella chiesa, poi però rifiuta di dire altro, affermando più volte di non poter parlare. Murdoch capisce allora che il prete è venuto a conoscenza di un crimine durante la confessione ed è tenuto al segreto, pena la scomunica. Il detective si è fatto ugualmente un'idea di ciò che può essere accaduto e per provarlo decide di usare lo stesso padre Jennings come esca: durante la Messa successiva Jennings confessa pubblicamente il ruolo avuto nel falso miracolo e fa capire che, malgrado la minaccia di scomunica, ha intenzione di liberarsi la coscienza rivelando agli investigatori tutto ciò che sa. Questo provoca un attentato alla sua vita da parte del colpevole, che risulta essere padre McGray. Da una relazione tra il prete e la signorina Beattle era nato un bambino che McGray aveva fatto sparire. In passato padre Jennings aveva accolto la confessione di McGray e quando si era ritrovato con lui nella nuova chiesa aveva deciso di indurlo a confessare anche alle autorità. La situazione però era precipitata quando Josephine, non più in grado di sopportare i sensi di colpa, aveva iniziato ad agitarsi. McGray l'ha uccisa per chiuderle definitivamente la bocca e ora verrà impiccato.
 Ruth Newsome è rimasta profondamente sconvolta da ciò che è accaduto nel giardino della chiesa, tanto da non voler più vedere Higgins, che le ricorda troppo la traumatica esperienza. Nina però con dolce intelligenza riesce a ricucire il rapporto tra i fidanzati e alla fine è la stessa Ruth a fare ad Henry la proposta di matrimonio, che viene accettata con gioia.
 Al termine dell'indagine William e Julia hanno modo di farsi qualche domanda su Violet Hart, che hanno visto al cimitero per il funerale di Josephine. La dottoressa era già rimasta colpita dall'apparente freddezza mostrata dalla ragazza in obitorio durante l'autopsia del neonato; ora i due si rendono conto di altre contraddizioni: ad esempio Violet ha detto a Murdoch di essere cattolica ma a Julia di non essere affatto religiosa. Tuttavia per il momento la questione rimane sospesa. 
- Altri interpreti: Siobhan Murphy (Ruth Newsome), Erin Agostino (Nina Bloom), Harry Judge (padre McGray), Sophia Walker (Josephine Beattle), Philip Riccio (padre Jennings), Paul Aspland (vescovo Gorey), Hrant Alianak (signor Morrissey), Matthew MacCallum (il maggiordomo di Ruth)

## Crabtree à la carte
- Titolo originale: Crabtree à la Carte
- Diretto da: Leslie Hope
- Scritto da: Simon McNabb

### Trama
George Crabtree e Margaret Brackenreid partecipano ad una gara culinaria sponsorizzata dal signor Madison, produttore di manzo in scatola; il vincitore diventerà il nuovo volto pubblicitario dell'azienda. Tutti i concorrenti sono molto agguerriti ma in fase di assaggio il giudice, il signor Gordon, insulta uno dopo l'altro i piatti preparati; poi, dopo aver assaggiato quello dello chef francese Henri Prideaux, si sente male e stramazza al suolo. Portato immediatamente all'ospedale Gordon risulta paralizzato, non riesce quasi a parlare e deglutisce con fatica; la dottoressa Ogden e il medico di turno sono d'accordo nell' ipotizzare che l'uomo sia stato avvelenato con una neurotossina, ma resta da stabilire quale. Interrogato, Prideaux nega di aver attentato alla vita di Gordon e avanza l'ipotesi che si sia trattato di un sabotaggio. La situazione sembra iniziare a chiarirsi quando Louise Cherry si reca alla Stazione di polizia per raccontare di aver ricevuto una soffiata. Un anonimo, che al telefono si è definito "Buon Samaritano", le ha rivelato che i cibi in scatola della Madison sono pericolosi; la sua carne è avariata e per provarlo le ha inviato uno dei barattoli dell'azienda che in effetti, analizzato, risulta inquinato da botulino. Poiché la tossina agisce tra le sei e le trenta ore, il signor Gordon deve averla ingerita ben prima della gara. Crabtree ricostruisce le sue mosse e conclude che il momento più probabile coincide con la foto promozionale scattata il giorno precedente, quando il signor Gordon ha mangiato una cucchiaiata di manzo. Purtroppo però non è stato il solo: nell'occasione tutti i concorrenti hanno fatto un assaggio e c'è quindi la possibilità che siano stati a loro volta avvelenati. Margaret rifiuta semplicemente l'idea di essere in pericolo di vita, George invece inizia a temere il peggio, tanto da congedarsi con affetto e tristezza da Higgins, che considera il suo migliore amico.
 Nel frattempo alla Madison il signor Rhodes, il responsabile delle vendite, ha deciso di collaborare e fornisce alla polizia l'intera partita dei barattoli di carne a rischio. Molto nervosa e timorosa a causa della gravidanza, Julia lascia che sia Violet a fare i necessari esami, ma tutti i barattoli risultano normali. Il giorno seguente infatti i concorrenti sono ancora in perfetta salute e George, felice per lo scampato pericolo, riassapora le piccole gioie della vita.
 Proseguendo l'indagine Murdoch scopre che il barattolo avvelenato inviato a Louise non è originale: qualcuno ha preso una diversa confezione di manzo e vi ha applicato l'etichetta della Madison. Anche nella foto promozionale compare un barattolo alterato, dunque il signor Gordon era proprio la vittima designata. Confrontando tutte le differenti marche sul mercato Murdoch identifica il falso barattolo come proveniente dall'azienda del signor King. Questi avrebbe un movente, per quanto debole: voleva Gordon come testimonial però Madison glielo aveva soffiato. Interrogato, King ammette che in azienda c'è stato un lotto di manzo avariato che ha provocato gravi danni alla salute del suo vicedirettore, il signor Arthur Power; a suo parere però tutti i barattoli sono stati distrutti.
 All'ospedale Julia e Murdoch riescono faticosamente ad interrogare Gordon e da lui vengono a sapere che è stato uno dei concorrenti a sostituire il barattolo il giorno della foto; l'uomo però muore prima di riuscire a rivelare altro.
 Intanto il detective Watts e Louise Cherry, lavorando insieme, hanno ricostruito la telefonata ricevuta dalla giornalista e grazie ai rumori di sottofondo sono riusciti a stabilire che la chiamata è stata fatta non lontano dagli uffici della Madison: dunque il problema ha avuto origine dall'interno.
 Per rassicurare i consumatori la Madison ha stabilito di ripetere la gara culinaria; vi si affrontano gli stessi concorrenti e Margaret, decisa a vincere, non esita ad usare qualche trucco sleale. Crabtree la sorprende nell'atto di sabotare il suo piatto con del bicarbonato e contrariamente a quanto gli aveva chiesto l'ispettore Brackenreid, rinuncia a ritirarsi dalla gara e si appresta a combattere ad armi pari contro di lei, ricreando la ricetta di una delle sue zie. Questa volta è il signor Rhodes a fare gli assaggi: tutte le preparazioni vengono lodate, ma alla fine è la signorina Kathleen Cooper ad essere dichiarata vincitrice. Margaret però dice a Murdoch che ciò non è possibile perché lei stessa le aveva sostituito il sale; il detective assaggia a sua volta il piatto e verifica che in effetti è immangiabile. Dunque Rhodes ha imbrogliato: era in combutta con Kathleen Cooper per favorirne la vittoria. Ed è lui il "Buon Samaritano": avendo saputo del manzo avariato di King aveva elaborato un piano da cui, secondo le sue intenzioni, l'azienda Madison sarebbe uscita rafforzata nei confronti dei concorrenti; di quel piano però è rimasto vittima il signor Gordon. Rhodes cerca di scaricare l'intera responsabilità dell'omicidio sulla signorina Cooper, che ha avuto l'idea è che ha materialmente scambiato i barattoli, ma entrambi vengono arrestati.
 Alla fine, come aveva desiderato, è Margaret ad ottenere la vittoria nella gara. William e Julia invece devono continuare a confrontarsi con le loro ansie di futuri genitori.
- Altri interpreti: Arwen Humphreys (Margaret Brackenreid), Bea Santos (Louise Cherry), Matt Baram (Roderick Rhodes), Daniel Kash (Randall Gordon), Eddie Glenn (signor Madison), Alicia Dea (Kathleen Cooper), Jill Frappier (Lolo Tucker), Jerome Bourgault (Henri Prideaux), Scott Edgecombe (Dickie Douglas), Nick Baillie (signor King), Jeremy Crittenden (Arthur Power), Ian MacIntyre (dottor Fenton), Daniel Beiser-Hunt (scolaro), Rowan Beiser-Hunt (lo strillone)

## Il grande alce bianco
- Titolo originale: The Great White Moose
- Diretto da: Leslie Hope
- Scritto da: Paul Aitken e Graham Clegg

### Trama
Durante la cena al ristorante William e Julia discutono sul nome da dare al loro futuro figlio. Al momento del conto ricevono un biglietto da parte di qualcuno che ha già pagato per loro e li ringrazia per avergli salvato la vita. Si tratta del presidente Theodore Roosevelt che i due hanno effettivamente aiutato durante il loro viaggio di nozze a New York. Il presidente li riceve in una saletta privata, alla presenza dei suoi agenti di scorta, Palmer e Reynolds; spiega di essere arrivato a Toronto all'insaputa di chiunque, compresi il primo ministro Laurier e l'intero governo canadese. È suo desiderio andare a caccia del leggendario alce bianco, un esemplare rarissimo che come spiega un articolo del National Geographic in quel periodo dell'anno ha l'abitudine di tornare sempre nello stesso posto, presso un lago. William e Julia si impegnano a mantenere il segreto e di lì a poco si congedano. Usciti dal ristorante, vengono raggiunti da Crabtree con un messaggio: qualcuno li attende nella stanza 208 del Queen's Hotel. Arrivati sul posto trovano un cadavere e Terrence Meyers che con i suoi consueti modi reticenti affida loro l'indagine segreta sull'omicidio. Il morto è Guillermo Burgos, agente dei servizi segreti spagnoli; sotto il corpo viene ritrovato un dossier riservato che Meyers temeva fosse stato rubato. Porte e finestre della stanza erano chiuse, quindi bisogna cercare un'altra via attraverso cui l'assassino sia riuscito a passare: una perquisizione rivela dietro un mobile uno squarcio nel muro che conduce alla camera adiacente, affittata da un certo Juan Gonzalez che però nessuno ha mai visto. Lì viene ritrovata l'attrezzatura per sviluppare foto, il che fa purtroppo temere che il dossier di Meyers non sia affatto rimasto riservato.
 L'autopsia condotta sul corpo di Burgos scopre tracce di ustioni elettriche: l'uomo è stato folgorato, probabilmente dopo esser stato torturato per un paio di giorni: la cosa preoccupa Meyers in relazione a ciò che può esser stato rivelato. Nel corpo viene rinvenuto anche un piccolo rotolo di lamina inserito sottopelle: sul metallo sono incise le lettere "E" ed "N"; con una certa sorpresa Meyers vi riconosce le iniziali di un famigerato sicario detto El Noche (ovvero La Notte), che però non esiste nella realtà, essendo soltanto il personaggio di un romanzo. L'autore di quel romanzo è un prigioniero ben noto: Allen Clegg; l'ex agente americano dovrebbe essere morto ma i canadesi hanno solo finto con gli Stati Uniti di averlo impiccato per il suo tradimento, tenendolo invece in carcere per estorcergli rivelazioni che comunque per ora sono venute a mancare.
 Scortato alla Stazione di polizia da due guardie, Clegg racconta di aver sentito parlare del sicario durante la Guerra ispano-americana e di averne fatto un personaggio; il suo romanzo è infatti la storia di una spia caduta in disgrazia che vuole redimersi salvando il presidente americano da un attentato messo in atto da El Noche durante la caccia al grande alce bianco. La corrispondenza di questi fatti con la realtà fa suonare un campanello d'allarme per Murdoch, che dunque rivela a Meyers di sapere dell'abusiva presenza di Roosevelt in Canada. Sempre più preoccupato Meyers si decide allora ad illustrare meglio la situazione. Dopo i fatti avvenuti nel Borneo Meyers ha perso credibilità e nel tentativo di tornare ad essere un agente di prima classe ha elaborato un piano, ispirandosi al romanzo. È stato lui stesso ad attirare il presidente a Toronto, inviandogli l'articolo sull'alce bianco: Burgos avrebbe dovuto mettere in atto un falso attentato contro Roosevelt da cui Meyers, salvandolo, sarebbe uscito come un eroe; ma poi Burgos è stato ucciso e la situazione si è complicata. E non è finita: nella stanza dell'assassino di Burgos vengono trovate foto di una mappa della zona in cui si è recato Roosevelt: si ha così la conferma che chiunque abbia assunto l'identità di El Noche intende davvero uccidere il presidente.
 Leggendo il romanzo gli investigatori apprendono che il sicario agisce soltanto dopo il tramonto e che ha paura dell'acqua: decidono dunque di raggiungere Roosevelt sul terreno di caccia e di portarlo al sicuro su una delle isole del lago. Dopo che Murdoch e Meyers sono partiti, in città viene trovato il cadavere di un uomo senza testa e senza mani; le parti del corpo vengono però recuperate in un secondo tempo e Crabtree verifica che le impronte del cadavere coincidono con quelle rilevate sulle foto nella stanza al Queen's Hotel. Il morto inoltre risulta essere una delle due guardie che avevano scortato Clegg alla Stazione di polizia: l'uomo ha assunto solo momentaneamente il ruolo di El Noche, ma il vero sicario misterioso è lo stesso Clegg che, evaso, lo ha eliminato e risulta partito in treno alla volta del lago. Da Toronto viene inviato un messaggio urgente per informare gli altri, ma ci vorrà tempo prima di poterlo consegnare.
 Intanto al lago Murdoch e Meyers hanno raggiunto l'accampamento di Roosevelt, sempre accompagnato da Palmer e da Reynolds. Inizialmente Meyers tiene nascosta al presidente la parte più imbarazzante della storia, ma quando il gruppo trova il cadavere del capostazione inviato a consegnare il messaggio da Toronto e un frammento di quello stesso messaggio con il nome di El Noche, viene fuori l'intera verità, compresa la fittizia esecuzione di Clegg. Roosevelt rivela allora che il soprannome dell'agente Allen Clegg, da lui conosciuto sin dai tempi dell'Università, era appunto La Notte. Clegg è sempre stato ossessionato dalla supremazia che gli Stati Uniti dovrebbero esercitare; si dice che sia stato lui a mettere la bomba che provocò l'affondamento della corazzata USS Maine e il conseguente inizio della Guerra ispano-americana. Ora probabilmente vuole una seconda guerra per avere la meglio sul Canada che a suo parere gli Stati Uniti avrebbero dovuto rivendicare sin dal 1812. L'isola è una trappola e nel buio della notte lo scontro si fa diretto; Clegg riesce ad uccidere Palmer e a ferire Meyers, poi si trova faccia a faccia con Murdoch e Roosevelt. L'ex agente sembra avere la meglio ma dopo un momento di distrazione, dato dall'apparizione nel bosco del leggendario alce bianco, Murdoch riesce a colpirlo e a sopraffarlo.
 Clegg viene nuovamente arrestato e consegnato agli americani, mentre Meyers e Roosevelt si accordano per tenere segreta l'intera vicenda ad entrambe le parti; Meyers però si ripromette di pubblicare il romanzo di Clegg.
 Al termine dell'indagine, quando si ritrovano di nuovo insieme, William e Julia finiscono per concordare che il loro futuro figlio potrebbe chiamarsi Daniel. 
- Altri interpreti: Marty Moreau (presidente Theodore Roosevelt), Peter Keleghan (Terrence Meyers), Matthew Bennett (Allen Clegg), Andy Auld (agente Wilbur Reynolds), Jordan Gray (agente Victor Palmer), Scott McCulloch (il vagabondo), Carlo Essagian (il cameriere)

## Murdoch: il delitto in teatro
- Titolo originale: Murdoch Schmurdoc
- Diretto da: Sherren Lee
- Scritto da: Robert Rotenberg e Lori Spring

### Trama
La polizia interviene davanti al teatro gestito da ebrei per disperdere una manifestazione contro di loro degenerata in rissa. Mentre gli altri agenti portano i manifestanti alla Stazione n°.4, Higgins e John Brackenreid decidono di entrare a vedere lo spettacolo, attirati dal nome dei fratelli Jolson, famosi attori di vaudeville. John rimane affascinato dalla signorina Charlotte Hanson, la cantante che sta finendo di esibirsi, ma poco dopo l'entrata in scena dei fratelli Jolson (prima Harry poi raggiunto anche da Al) i poliziotti hanno ben altro di cui occuparsi: sul palco irrompe un uomo insanguinato che muore di fronte ai loro occhi. La vittima è Abraham Michaelson, proprietario dello stabile in cui si trova il teatro e cognato dell'impresario Saul Levine, avendone sposato la sorella Rivka che però è rimasta a casa, in Lituania. L'uomo è stato pugnalato e la scia di sangue che si è lasciato dietro porta all'esterno, al vicolo sul retro che dunque è la scena del crimine; non viene però rinvenuta alcuna arma.
 Mentre l'ispettore Brackenreid decide di trattenere alla Stazione i manifestanti, resistendo alle rimostranze del loro capo, il signor Barney, al teatro si cercano altre prove e si interrogano gli attori. Il denaro dell'incasso risulta sparito quindi il movente dell'omicidio potrebbe essere il furto, ma ci sono anche altre possibilità. Ad esempio prima dello spettacolo Michaelson aveva discusso animatamente con i Jolson perché Al avrebbe voluto essere pagato in anticipo: per questo aveva minacciato di non esibirsi ed era arrivato in ritardo sul palco. Al afferma di essersi attardato a fumare in camerino, ma quando il suo pacchetto di sigarette viene ritrovato nel vicolo, è costretto ad ammettere di essere uscito. Nega però l'omicidio: soffre di nervi e prima di entrare in scena ha bisogno di calmarsi. La cosa non deve essere risaputa per non danneggiare la sua carriera; in ogni caso Al afferma di avere un testimone perché mentre era nel vicolo, prima di rientrare senza aver visto Michaelson, ha firmato una sua foto ad un ragazzino. Watts prende Al in custodia e insieme a lui inizia ad aggirarsi per il quartiere, cercando di rintracciare il testimone. Mentre passeggiano, Al illustra al detective alcune delle usanze ebraiche, ad esempio quella delle donne che si radono i capelli per dimostrare fedeltà ai loro mariti, comparendo poi in pubblico con una parrucca. Ad un certo punto Watts riconosce una canzone udita per strada, una ninna nanna che sua madre gli cantava quando era piccolo. Al gli spiega allora che si tratta di una ninna nanna yiddish: sua madre dunque era ebrea e di conseguenza lo è anche Watts, benché sia probabile che la famiglia abbia cambiato nome dopo essere emigrata in America. Alla fine delle loro peregrinazioni i due riescono a rintracciare il ragazzino: il piccolo Yitzhak è un intraprendente truffatore e vende le foto di Al con il suo autografo falsificato, però conferma le affermazioni dell'attore e racconta di aver visto fuggire dal vicolo un uomo calvo.
 Nel frattempo Murdoch ha verificato che l'arma del delitto è uno degli attrezzi usati dall'operaio che sta lavorando nel palazzo adiacente al teatro, di proprietà del signor Barney. L'omicidio dunque non è stato premeditato.
 L'incasso dello spettacolo viene scoperto nelle mani di Saul Levine, che afferma di averlo trovato dentro una valigetta nell'ufficio di Michaelson. Benché sposato, Abraham Michaelson aveva una relazione con Charlotte Hanson: voleva divorziare e partire con lei per New York dopo aver rubato i soldi del teatro. Levine avrebbe dunque un movente, ma al momento dell'omicidio era seduto tra il pubblico. Un altro possibile colpevole è lo stesso Horace Barney: l'uomo ha intenzione di costruire un grattacielo per uffici di quattordici piani e sta facendo pressioni per acquisire vari immobili nel quartiere e far spazio all'impresa. Forse aveva cercato di comprare anche il palazzo con il teatro, Michaelson però aveva rifiutato e Barney aveva fomentato ad arte le proteste contro gli ebrei per metterlo in difficoltà. Alla fine lo ha ucciso per avere l'occasione di rinnovare la propria offerta all'ignara vedova. Barney tuttavia racconta una storia diversa: lui e Michaelson erano diventati soci e l'idea delle proteste era stata dello stesso Michaelson, allo scopo di liberarsi del teatro. Barney dunque non aveva interesse ad eliminare il socio; benché sia calvo, non è lui il colpevole.
 Avendo esaurito i possibili sospetti, memore di quanto gli ha raccontato Al Jolson, il detective Watts inizia a chiedersi se la persona calva vista da Yitzhak nel vicolo potesse essere una donna anziché un uomo. Lui e Murdoch si recano a casa dei Levine, che stanno ospitando la shiva per il defunto Michaelson e scoprono che la donna loro presentata come la moglie di Saul è in realtà sua sorella Rivka: indossa una parrucca, porta i segni tradizionali del lutto ebraico ed è stata lei ad uccidere il marito in un impeto di rabbia. Richiamata a Toronto dal fratello, che le aveva rivelato l'infedeltà di Abraham, aveva cercato di riportare a sé il marito ma era stata respinta senza troppo riguardo: Rivka non nega le accuse e viene arrestata.
 Al termine dell'indagine Charlotte, che sta per lasciare la città, si congeda amichevolmente da John Brackenreid: il ragazzo ha invano cercato di convincerla ad uscire con lui, ma è ugualmente felice di averci provato. Al Jolson, abbandonato dal fratello che si è stancato di lavorare in coppia, si appresta ad affrontare un'altra fase della propria carriera; per il suo nuovo numero si tingerà la faccia di nero. Il detective Watts ha scoperto che il nome originario di famiglia era Wattenberg e decide di iniziare ad esplorare e ad approfondire le sue radici ebraiche, a partire dalla celebrazione del più vicino Shabbat.
- Altri interpreti: Charles Vandervaart (agente John Brackenreid), Sophie Goulet (Marilyn Clark), Sayer Roberts (Al Jolson), Aris Athanasopoulos (Harry Jolson), Camille Stopps (Charlotte Hanson), Jesse Nerenberg (Saul Levine), Josh Pearce (Horace Barney), Tomas Sanelli (Yitzhak), Elana Dunkelman (Rivka Michaelson), Michael Goldlist (Abraham Michaelson), Jessica Rose (Sarah), Scott Williams (Mason), Yank Azman (il venditore ambulante), Ryan Rogerson (l'uomo corpulento)

- In questo episodio Jonny Harris è accreditato come di consueto ma il personaggio di George Crabtree è assente.

## Il gioco dei re
- Titolo originale: Game of Kings
- Diretto da: Peter Mitchell
- Scritto da: Maureen Jennings

### Trama
Nel bosco viene ritrovato il cadavere di un uomo; per l'omicidio c'è un testimone, il piccolo Ezikiel Jones, anche se il padre dichiara di credere che il bambino si sia inventato tutto. Ezikiel infatti racconta di aver visto un Angelo della Morte a cavallo: lui ha trafitto l'uomo con una lancia. Sul cadavere vengono trovati dei documenti di viaggio che identificano la vittima come Dimitri Gorkov e Crabtree riconosce il nome: si tratta di un famoso giocatore di scacchi russo, il decimo nella classifica mondiale. Probabilmente si trovava a Toronto per il Torneo di scacchi organizzato in città. Recatisi alla sede del Torneo, gli investigatori non riescono a sapere molto: l'unica ipotesi, alquanto debole, è che qualcuno abbia ucciso Gorkov per non farlo vincere. Intanto l'autopsia ha confermato la causa della morte e Violet, tra gli abiti del cadavere, ha trovato una spilla con una strana incisione.
 Poiché l'unica pista concreta sono gli scacchi, Murdoch e Brackenreid decidono di infiltrare Crabtree al Torneo: George è un appassionato del gioco e gareggia spesso contro Nina che è un'abilissima scacchista. L'agente vorrebbe sottrarsi all'incarico perché si considera solo un dilettante, non in grado di affrontare i grandi maestri e Nina non può prendere il suo posto dato che le donne non sono ammesse al Torneo. Murdoch escogita quindi una soluzione di compromesso: elabora un auricolare per trasmissioni a distanza che, indossato da George, gli consentirà di udire i suggerimenti di Nina, nascosta con Watts in una saletta vicina. Durante le prove per verificare il buon funzionamento dell'apparecchio, Crabtree capta involontariamente una conversazione privata tra Murdoch e Julia, e viene così a conoscenza del loro segreto riguardante la gravidanza; assieme a Brackenreid decide di far finta di nulla, ma la cosa gli riesce tutt'altro che facile.
 La sera prima del Torneo l'Angelo della Morte fa un'altra apparizione e Murdoch ha modo di verificarne la reale esistenza: sulla strada di casa il detective viene aggredito da un cavaliere le cui decorazioni piumate poste sulla sella sembrano davvero ali; rimedia una ferita leggera alla testa a cui Julia applica quattro punti di sutura: è chiaro che il cavaliere non voleva ucciderlo, stava solo cercando la spilla che infatti è scomparsa. Fortunatamente Violet, con grande diligenza, ne aveva fatto una foto, scoprendo tra l'altro che l'emblema inciso è il blasone del Regno di Polonia prima della spartizione del Paese tra Russia e Germania. Per ottenere informazioni, Murdoch si rivolge al professor Victor Stanislav e scopre che il cavaliere alato è un husaria, appartenente cioè ad un corpo di difensori che però non esiste più da due secoli. Forse il motivo dell' omicidio è la vendetta, ma ci sono anche altre possibilità: tornato ad interrogare Ezikiel, Murdoch scopre infatti che l'assassino di Gorkov ha prelevato qualcosa dal cadavere.
 Al Torneo Crabtree viene accolto senza problemi dato che il Canada come Paese ospitante ha diritto di far gareggiare chi vuole. Con l'aiuto di Nina vince la prima partita contro il francese Marcel Monet, ma la seconda si prospetta più ardua dato che il posto del defunto Gorkov verrà preso dal maestro Troubetskoy, che inizialmente avrebbe dovuto essere solo un consulente; Troubetskoy è molto anziano ma gode ancora di grande fama.
 Al Torneo non si sviluppano solo tensioni agonistiche ma anche politiche: l'atmosfera cordiale viene momentaneamente interrotta da un alterco e da una rissa tra Sergei, il capo della delegazione russa, e Pioter, il capo della delegazione polacca. A causa di un largo strappo nella camicia quest'ultimo mostra di avere un tatuaggio che rappresenta la Szczerbiec, la spada cerimoniale usata in Polonia per le incoronazioni. Ciò suggerisce a Murdoch un possibile scenario da considerare per l'indagine: la spada, ceduta alla Russia come bottino di guerra, dovrebbe trovarsi all'Ermitage di San Pietroburgo, ma si dice che i polacchi abbiano consegnato un falso. Se quella vera è stata portata nel Nuovo Mondo a scopo di protezione, si potrebbe spiegare l'omicidio: forse Gorkov l'aveva rubata. Il professor Stanislav si mostra scettico sull'ipotesi ma quando anche lui viene trovato morto, Murdoch capisce che lo storico gli ha mentito: lui ha ucciso Gorkov per recuperare la spada che ora gli è stata a sua volta rubata. I polacchi, che si apprestavano a tornare a casa portando con sé la Szczerbiec allo scopo di rafforzare il loro movimento nazionalista, ora vanno ad inseguire i russi che si sono di nuovo impadroniti della preziosa reliquia.
 Nel frattempo Crabtree ha continuato a giocare la sua partita contro Troubetskoy; il collegamento con Nina è saltato ma con un espediente la ragazza è riuscita ugualmente a suggerirgli un'ulteriore mossa, accorgendosi però che anche l'anziano maestro russo sta barando: con tocchi impercettibili è la figlia Karina a suggerirgli le mosse di gioco. All'inseguimento dei russi e dei polacchi vanno Murdoch e Brackenreid, che raggiungono gli antagonisti sulle rive del lago Ontario. Inizialmente Pioter e Sergei sembrano decisi ad affrontarsi in duello, ma poi desistono e si fanno arrestare. Di lì a poco entrambe le delegazioni tornano in libertà, eccetto il russo che ha materialmente ucciso Stanislav. Murdoch riconsegna a Pioter la spada: in parte perché pensa che nessuno crederà sia quella vera, in parte perché confida che Pioter, il quale non è un assassino, rinuncerà a fomentare una guerra in Patria. Pioter infatti per il momento rimarrà a Toronto.
 Anche i Troubetskoy sono finiti in cella: prima di rilasciarli Crabtree organizza una partita a scacchi tra le vere "regine" del gioco: Nina e Karina. Partita che si apre con un gambetto di donna.
 Al termine dell'indagine William e Julia si rassegnano con buona grazia al fatto che ormai tutti conoscano il loro segreto. Julia però viene spiacevolmente messa da Violet di fronte ad un altro aspetto della questione: all'arrivo del bambino il lavoro dovrà esser messo da parte, almeno per un po'. Con apparente premura, Violet sta addirittura cercando di accelerare gli studi di Medicina in modo da poterla sostituire.
- Altri interpreti: Erin Agostino (Nina Bloom), Yana Gold (Karina Troubetskoy), Allan Price (maestro Troubetskoy), Mark Anthony Krupe (professor Victor Stanislav), Alexander Steele Zonjic (Pioter), Slavic Rogozine (Sergei), Jack Fulton (Ezikiel Jones), Ian Kilburn (Joshua Jones), Sebastian Bertrand (Marcel Monet)
- I titoli di coda dell'edizione italiana informano che per la parte dell'episodio riguardante il gioco ci si è avvalsi della consulenza di Anania Casale e della Federazione Scacchistica Italiana.

## Ombre all'orizzonte
- Titolo originale: Shadows are Falling
- Diretto da: Sherren Lee
- Scritto da: Mary Pedersen

### Trama
Davanti alla vetrina di un negozio di giocattoli Crabtree, Brackenreid e Murdoch si trovano a discutere sui doni più adatti ad un neonato e sul matrimonio in generale. Nel frattempo in obitorio Julia si sente male e sviene. Trovata poco dopo, viene portata in fretta all'ospedale dove, malgrado gli sforzi dei medici, perde il bambino che aspettava. William è affranto ma Julia oltre al dolore sembra provare anche un forte senso di colpa per l'accaduto. In seguito infatti, dimenticando l'entusiasmo che l'aveva animata, discuterà aspramente con Marylin Clark, accusandola ingiustamente di aver condotto una sperimentazione troppo rischiosa.
 Dimessa dall'ospedale, Julia torna a casa con William; i due vorrebbero soltanto riposare ma improvvisamente alla porta delle loro stanze si presenta Nate Desmond. L'uomo è molto agitato, chiede aiuto e accenna ad una rissa ma prima che possa spiegarsi meglio viene raggiunto dall'ispettore McWorthy che lo arresta per omicidio. McWorthy faceva il lavoro sporco per il capo ispettore Davis alla Stazione n°.5 e Brackenreid è convinto che solo grazie a ciò sia stato promosso ispettore alla Stazione n°.1.
 A Murdoch e a Julia non resta che rituffarsi nel lavoro per cercare di salvare il loro amico. L'omicidio di cui è accusato Desmond è quello di Charlie Lewis, trovato morto in casa sua, probabilmente colpito al capo con un attizzatoio. Qualche ora prima Desmond aveva litigato con Lewis e lo aveva atterrato con un pugno; interrogato da Watts, che alla Stazione n°.1 ha ancora qualche aggancio, Nate ammette la rissa, causata da un debito che Lewis aveva nei suoi confronti, ma nega il successivo omicidio e nega addirittura di essere andato a casa della vittima. Contro le sue affermazioni ci sono però due testimoni: Eugene Luff abita nello stesso palazzo e racconta di aver udito voci alterate verso mezzanotte; non vi ha dato peso perché Lewis litigava spesso con la moglie, però ha sentito scappare qualcuno. E poi c'è Sanders, il custode, che dice di aver riconosciuto Nate come l'uomo che ha visto allontanarsi in fretta dall'edificio. Con una prova sul luogo, nelle stesse condizioni di luce della sera fatidica, Murdoch dimostra che la testimonianza di Sanders è poco attendibile, tuttavia la situazione di Nate rimane grave. Murdoch comunque lo ritiene innocente e si mette dunque alla ricerca di un colpevole alternativo. Va a parlare con la moglie della vittima, Isabel, che dopo l'ultima lite si è rifugiata in casa della madre. La donna, che sul volto mostra qualche segno di percosse, ammette di essere stata spesso maltrattata dal marito, ma nega di averlo ucciso. Non riconosce il frammento di un biglietto trovato da Murdoch sulla scena del delitto che inizia con "Cara Isabel" e non ha un alibi, quindi i sospetti del detective si appuntano su di lei. Tali sospetti si rafforzano quando si scopre che la donna, pur avendo affermato di aver visto per l'ultima volta il marito in occasione del litigio, risulta aver cenato con lui in un ristorante cinese poco prima dell'omicidio. Quando Murdoch scopre anche che Isabel ha ricevuto un telegramma da Nate Desmond e che quindi i due si conoscevano, la signora Lewis è costretta ad ammettere qualcosa: a suo dire ha solo fatto in modo che il marito restituisse alla zia di Nate, Hattie, una somma di denaro che le aveva estorto con una truffa. Interrogata direttamente però zia Hattie nega di conoscere i Lewis. Le convinzioni di Murdoch sull'innocenza di Nate vacillano ulteriormente quando a casa Lewis viene ritrovata una chiave che Isabel potrebbe aver dato a Nate in modo che l'uomo entrasse e distruggesse la loro corrispondenza: forse i due avevano una relazione.
 Di lì a poco tuttavia la situazione inizia a chiarirsi. Mentre in città arriva anche Rebecca, che afferma recisamente di non credere all'infedeltà del marito, il detective Watts convince Isabel Lewis a parlare. La donna, sino a quel momento molto reticente, racconta che Rebecca è stata il suo medico e l'ha aiutata ad abortire all'insaputa del violento marito, che sarebbe stato anche un pessimo padre. Charlie Lewis però aveva scoperto tutto ed aveva tentato un ricatto nei confronti dei coniugi Desmond, dato che con il suo operato Rebecca si era messa a rischio di perdere l'abilitazione e di essere arrestata. Nate era andato da lui solo per farlo ragionare ma non avendolo trovato si era limitato a distruggere le lettere inviate a Isabel, poi era fuggito. Dunque quella sera non c'è stata alcuna lite e il signor Luff ha reso una falsa testimonianza: da sempre innamorato di Isabel, l'uomo confessa di aver colto l'occasione per liberarla dal violento marito. È lui che ha ucciso Lewis: sul suo attizzatoio vengono infatti rinvenute tracce di sangue.
 L'indagine è conclusa, Murdoch però ha capito che Rebecca, ancora alle prime armi come medico, dev'essere stata in qualche modo appoggiata da Julia nella sua decisione di praticare l'aborto. Ancora tristi e addolorati William e Julia si confrontano aspramente sulla moralità della questione, verso la quale hanno posizioni differenti. William ricorda alla moglie che l'aborto è illegale, oltre che abominevole, e Julia si spinge a chiedere al marito se pensa che la perdita del loro bambino sia una punizione per il suo sostegno medico alla pratica. Poi, cedendo alla collera, lo allontana e i due si separano. 
- Altri interpreti: Mouna Traoré (Rebecca Desmond), Jordan Johnson-Hinds (Nate Desmond), Sean Bell (ispettore Horace McWorthy), Sophie Goulet (Marilyn Clark), Erin Agostino (Nina Bloom), Vanessa Smythe (Isabel Lewis), Tyler Blake Smith (Eugene Luff), David Leyshon (dottor Harris), John Beale (signor Sanders), Helen Taylor (June), Carrie Schiffler (l'infermiera), Albert Chung (il proprietario del ristorante cinese)

## In caduta libera
- Titolo originale: Free Falling
- Diretto da: Peter Mitchell
- Scritto da: Simon McNabb, Mary Pedersen e Dan Trotta

### Trama
In seguito al litigio con Julia, Murdoch non è più rientrato a casa e si è rifugiato in un bar. Vorrebbe stare solo ma prima viene infastidito da un avventore ubriaco poi, seduto al bancone,  finisce per conversare con l'uomo accanto a lui: il signor Beckett, che evidentemente ha bisogno di sfogarsi. La moglie di Beckett, Annie, lo ha lasciato; resosi conto di ciò che ha perduto, l'uomo l'ha cercata ovunque nell'ultimo anno, senza però mai trovarla. A causa della sua situazione personale Murdoch empatizza con Beckett e decide di aiutarlo a ritrovare la moglie, in modo che con lei possa avere una seconda occasione. Presso i parenti della donna non è possibile raccogliere notizie utili; Annie però era un'infermiera a domicilio, pertanto i due si recano da uno dei suoi ultimi pazienti, il signor Gage. Attualmente l'uomo è seguito da un'altra infermiera; appare piuttosto svanito e non sembra in grado di fornire informazioni coerenti. O forse mente, quando afferma di non aver più visto Annie: Murdoch infatti si accorge che qualcuno ha tagliato di recente i capelli a Gage e gli ha portato una scatola di paste danesi: è ciò che faceva Annie in passato, mentre la nuova infermiera Turner ha vietato al paziente i dolci, in favore di carne e patate. Murdoch sa dove si trova la pasticceria che vende le paste danesi perché Julia le acquista ogni domenica: la nuova traccia porta il detective e Beckett a Markham; cercando nei dintorni i due riescono ad individuare il più recente alloggio di Annie.
 Nel frattempo alla Stazione, dove tutti sono variamente preoccupati per la difficile situazione di Murdoch e Julia, è arrivata la segnalazione sul ritrovamento di un corpo presso i moli. Il corpo è maschile, privo di testa e di arti, il che rende ardua l'identificazione. Il caso viene preso in carico dal detective Watts, con l'aiuto dell'agente Brackenreid; Violet invece, in assenza di Julia, è più che lieta di occuparsi dell'autopsia. In verità di lì a poco la dottoressa Ogden rientra in obitorio con l'intenzione di riappropriarsi del ruolo di coroner; per giustificare il proprio operato, Violet le mente, sostenendo che è stato Watts ad insistere per avere subito i dati dell'autopsia. In ogni caso Julia si rende conto ben presto che ormai sente estraneo quel lavoro tanto amato in passato: lascia così il caso nelle mani di coloro che già lo hanno condotto sino a quel momento e inizia a pensare di lasciare anche la città, dato che non è certa se William voglia tornare da lei.
 A Markham Murdoch e Beckett scoprono che purtroppo Annie è morta: soffriva di epilessia, forse ha avuto un attacco fatale. Al marito non resta che ritirare le ceneri presso l'agenzia di pompe funebri, dato che secondo le volontà espresse la donna è stata cremata. Rientrato nella stanza dove Annie aveva abitato negli ultimi tempi, Murdoch inizia però a nutrire qualche dubbio: tra le cose di Annie rimaste lì non vi è nulla di personale né di prezioso; uno degli abiti inoltre presenta macchie di formaldeide, quindi è probabile che la donna lavorasse nella stessa agenzia che ha curato il suo funerale. Testando le ceneri Murdoch scopre che non sono umane, bensì prodotte da legno bruciato. Annie dunque è viva ed ha finto la propria morte per sfuggire a qualcosa, o meglio a qualcuno: l'ex marito, che rivelando le sue vere e nefaste intenzioni improvvisamente tramortisce Murdoch e corre all'agenzia per cercare la donna. Riavutosi, Murdoch insegue Beckett e arriva appena in tempo per impedirgli di fare del male ad Annie; dopo averlo steso, evita anche che la donna ceda all'impulso di vendicarsi e uccida il suo persecutore.
 Nel frattempo a Toronto l'indagine per omicidio procede. Dopo un'infruttuosa ricerca presso varie fabbriche che dispongono degli strumenti adatti a smembrare un corpo, il ritrovamento di un braccio corrispondente al torso in loro possesso aiuta gli investigatori ad imboccare la strada giusta. I resti contengono tracce di una compressa ricostituente addizionata con arsenico: Violet conosce bene l'argomento, dato che sino a poco tempo prima si è sostenuta vendendo proprio quel tipo di medicinali; la ragazza rintraccia il fornitore e permette a Watts e a Brackenreid di arrivare ad un mattatoio che è finalmente la scena del delitto. Lì viene constatata l'assenza di Melvin Kulik, uno degli operai del turno di notte e un collega, Lloyd Dixon, è costretto ad ammetterne la morte. L'uomo cerca di sostenere la tesi dell'incidente ma lo smembramento e le circostanze generali sembrano indicare altro. Watts lo arresta e si congratula con il giovane Brackenreid per l'ottimo lavoro svolto e per essere tanto cresciuto come poliziotto.
 Anche Violet è molto contenta di sé e continua a tramare per impossessarsi del posto di coroner che aveva sperato di ottenere dopo la nascita del bambino di Julia. Evita di esporsi personalmente ma si serve di McWorthy per insinuare nell'ispettore capo dubbi sulle attuali capacità della dottoressa Ogden, promettendo al poliziotto la propria amicizia, e forse qualcosa di più.
 In tutto questo tempo, pur angustiato per Murdoch e Julia, George Crabtree ha dovuto affrontare un grave problema personale: Nina ha ricevuto un'offerta di lavoro dal Moulin Rouge e si prepara a tornare per sempre a Parigi: gli ha chiesto di andare con lei, ma George ha esitato a lungo. Alla fine ha proposto a Nina il matrimonio come condizione per partire con lei, ma la ragazza ha rifiutato. I due hanno così preso atto di amarsi ma di volere cose diverse: George desidera una famiglia, Nina privilegia la propria libertà. Si sono separati affettuosamente ma in modo definitivo e George è costretto a confessare di sentirsi quasi sollevato perché Nina non era la donna giusta per lui.
 Al termine della lunga assenza Murdoch torna a casa dove Julia si prepara a partire, dopo essersi scusata e chiarita con Marylin Clark. I due parlano e riconoscono le rispettive differenze ma scoprono anche di voler superare la crisi, salvando il loro matrimonio. Decidono pertanto di partire insieme.
- Altri interpreti: Charles Vandervaart (agente John Brackenreid), Sophie Goulet (Marilyn Clark), Erin Agostino (Nina Bloom), Sean Bell (ispettore Horace McWorthy), Jamie Mac (signor Beckett), Tanya Bevan (Annie Beckett), Lawrence Cotton (Lloyd Dixon), James Loxley (Frank Gage), Clive Walton (signor Leonard), Brian Kaulback (agente Hodge), Lara Arabian (una vicina), Chris Ratz e Tim Cody (i frequentatori del bar)